# Městská autobusová doprava v Praze

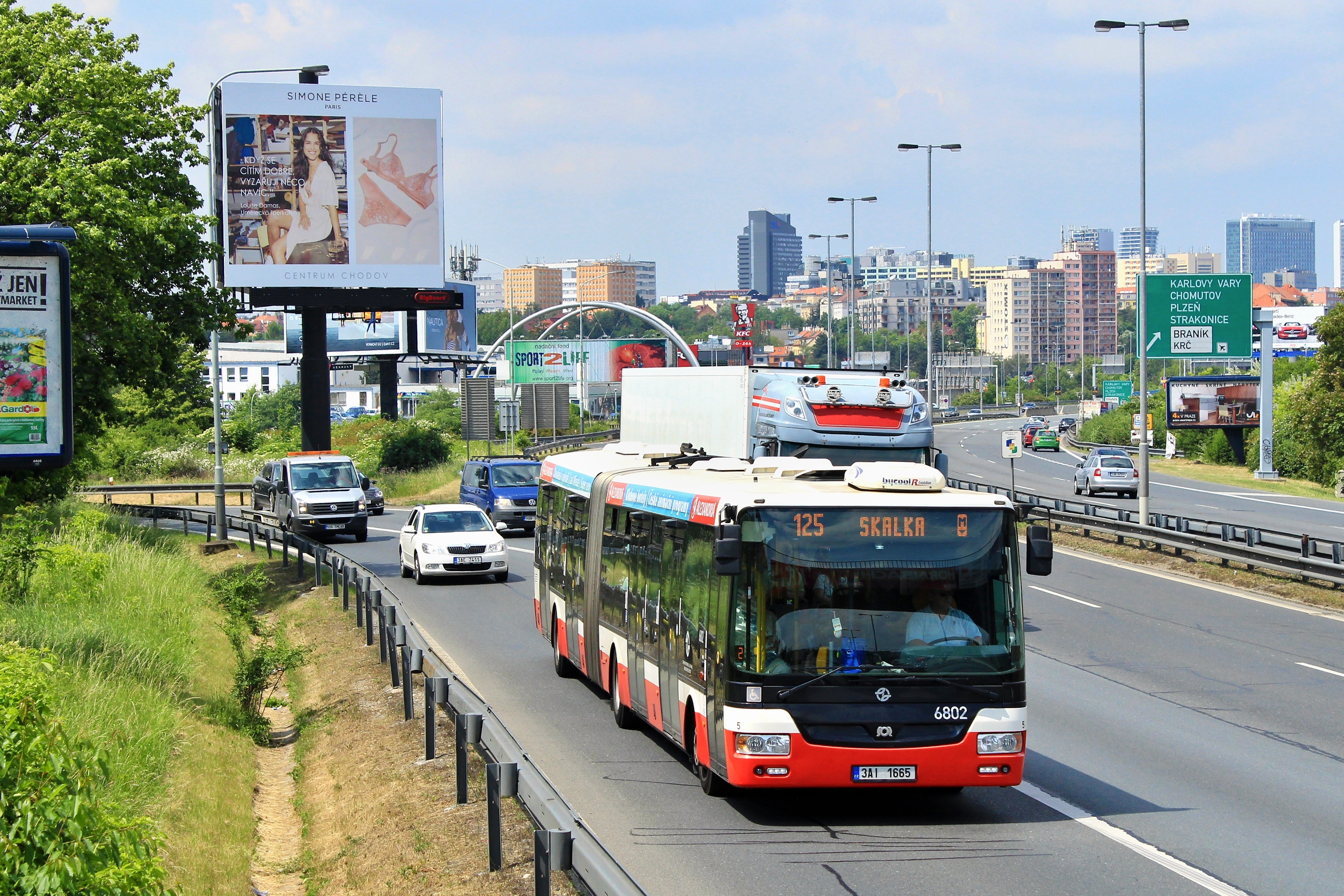
Kloubový autobus SOR NB 18 na lince 125 v ulici 5. května

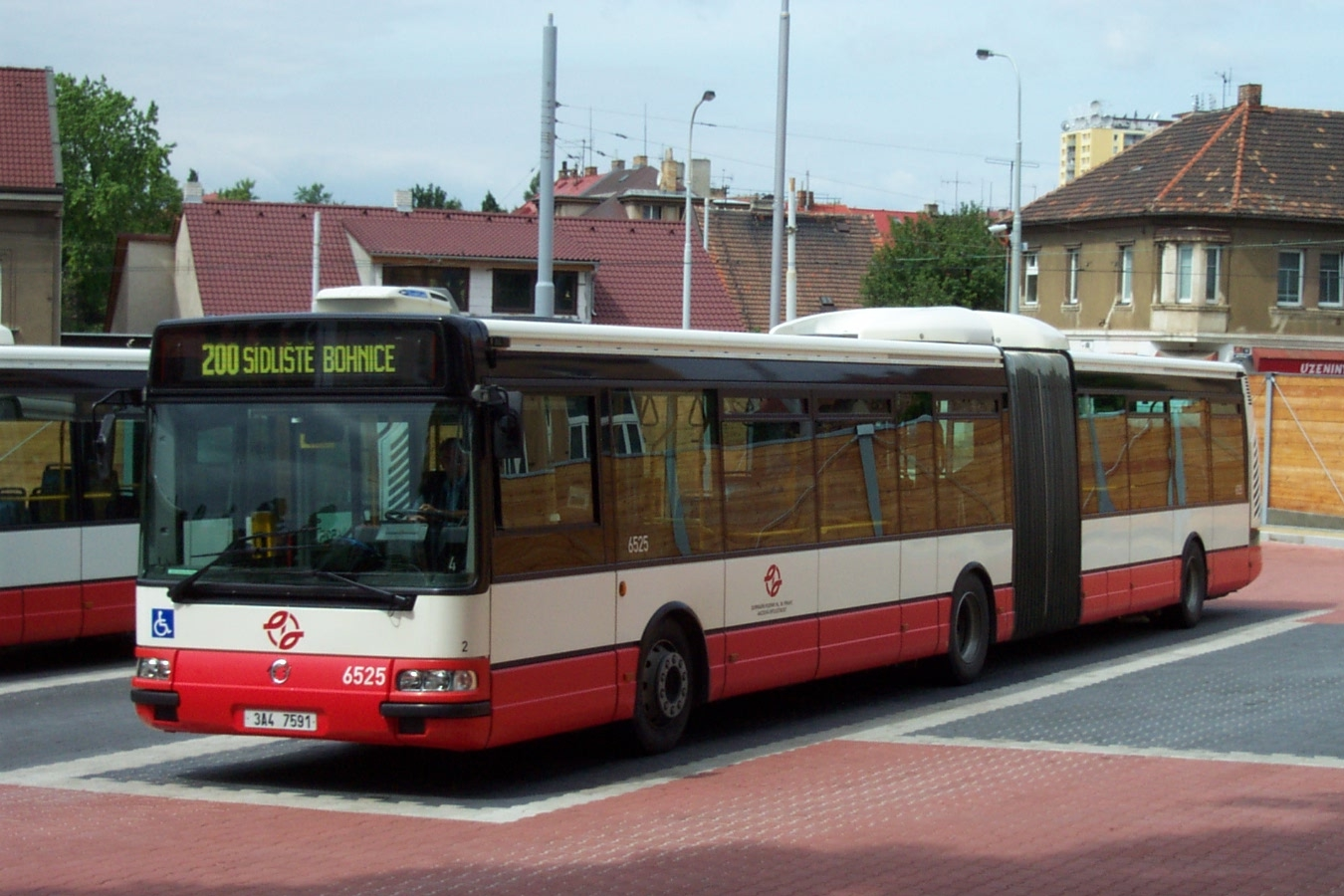
Pražský kloubový nízkopodlažní autobus Irisbus Citybus 18M

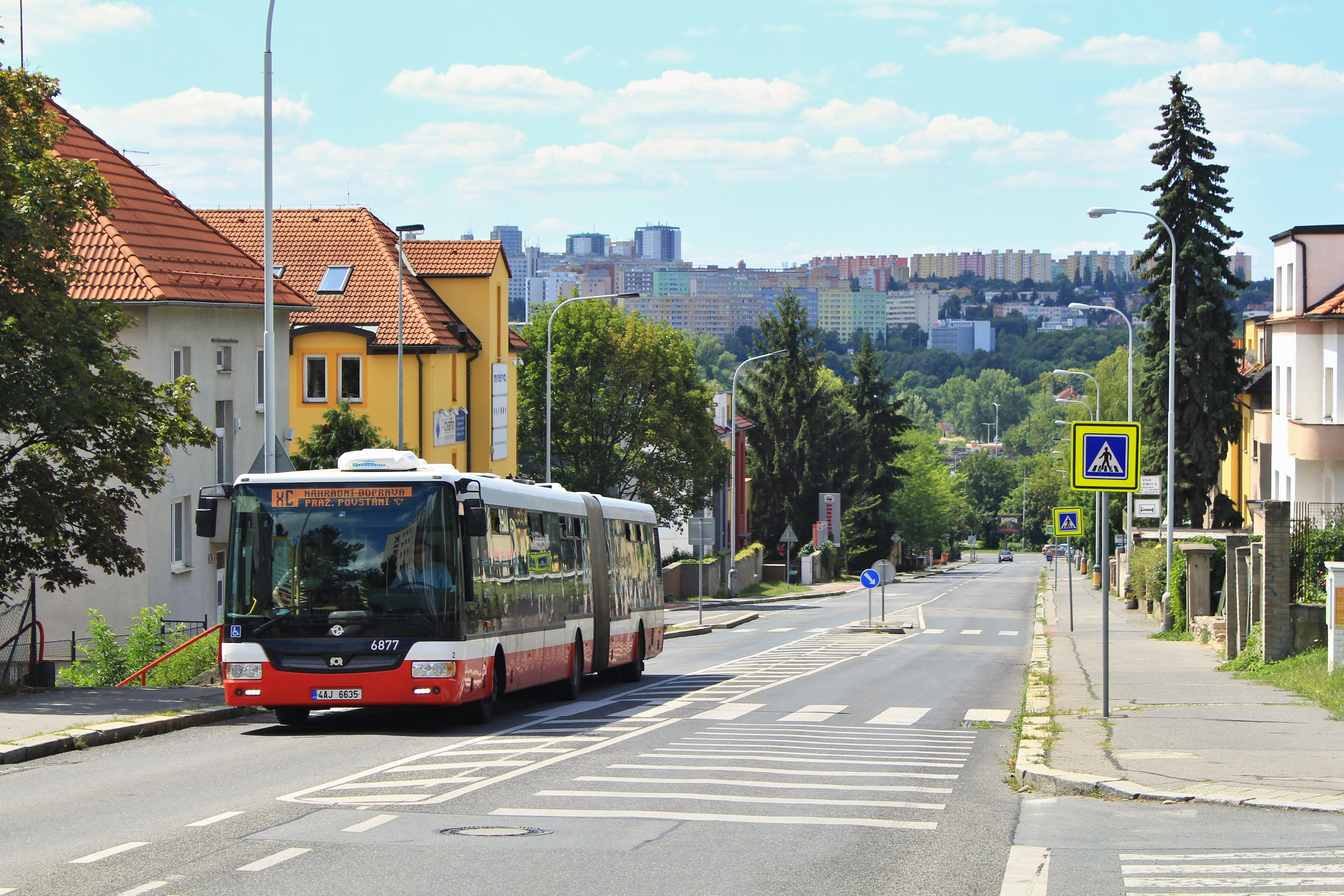
Náhradní autobusová linka XC sloužící při výluce metra C

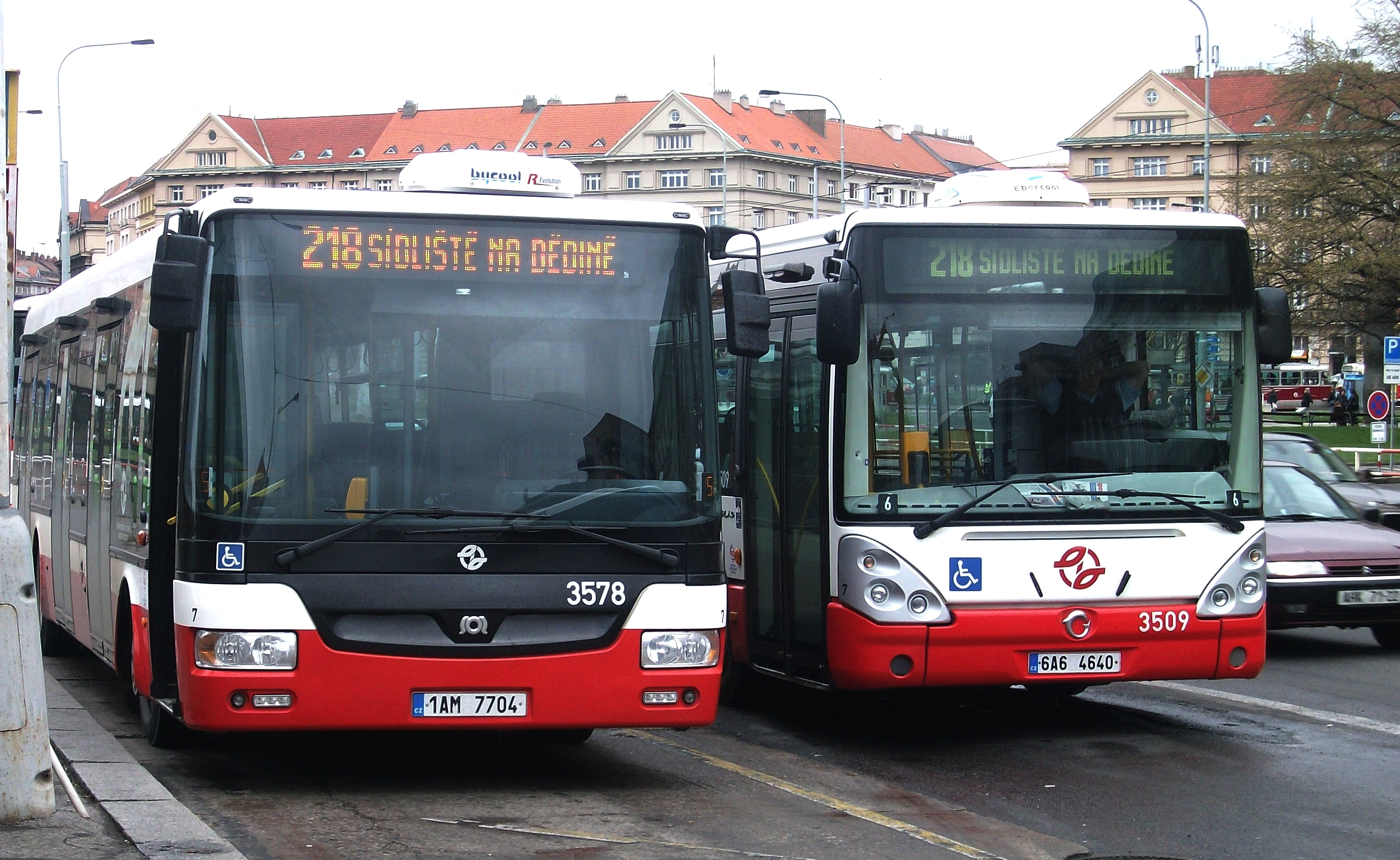
Autobusy SOR NB 12 a Irisbus Citelis 12M v Praze

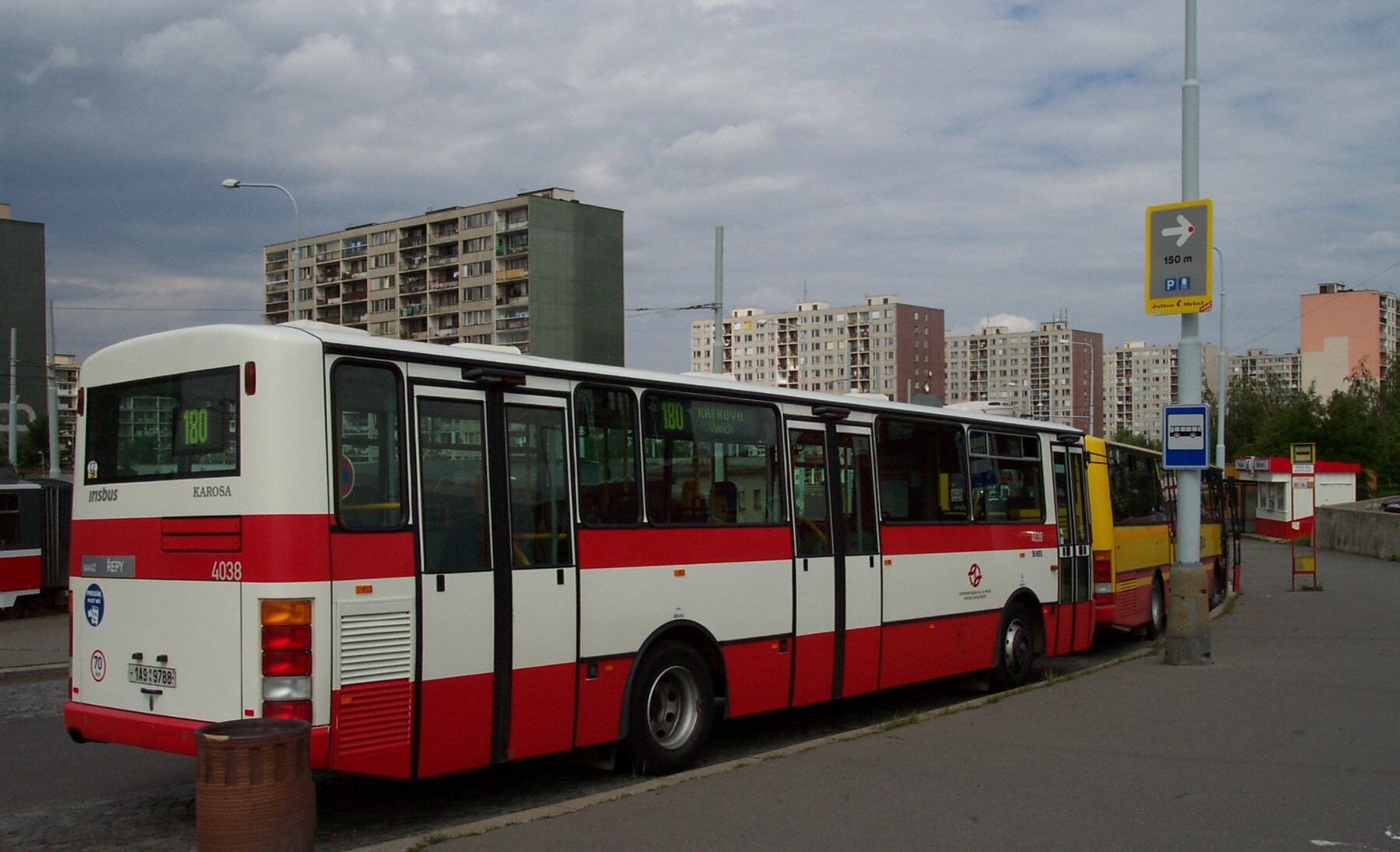
Starší autobus Karosa B 951 na okrajovém pražském sídlišti

V českém hlavním městě Praze provozují různí dopravci, z nichž nejvýznamnější je Dopravní podnik hlavního města Prahy a. s., hustou síť městské autobusové dopravy. Většina městských a příměstských linek je zařazených do systému Pražské integrované dopravy a očíslována trojcifernými čísly (běžné denní linky 100–250, příměstské vycházející z Prahy 300–410, noční 901–915, noční příměstské 951–960, školní od 251 – celkem kolem 300 linek). V roce 2014 přepravily pražské vnitroměstské linky 371,3 milionů cestujících, což je 32,4 % podíl počtu přepravených osob pražskou MHD.
Několik linek, zejména ty, které nejsou financovány městem, nejsou zařazeny do celoměstského číslování ani do systému PID, je značeno logy či názvy obchodních center nebo čísly řady od 701 výše apod. V licencích mají linky čísla řady 100xxx (městské a příměstské linky PID) a 103xxx (městské linky nezařazené do PID). Kromě Dopravního podniku hl. m. Prahy provozují vnitroměstské linky také Arriva Praha s. r. o. (dříve Connex Praha; asi 8 linek - linky v oblasti Horních Počernic) a dalších 7 dopravců. Praha je také důležitým východiskem a uzlem příměstské a dálkové autobusové dopravy.
K prosinci 2015 vlastnil Dopravní podnik hl. m. Prahy 1175 autobusů různých typů. Průměrné stáří vozového parku bylo v listopadu 2016 devět let. Autobusy k roku 2016 jezdily průměrnou rychlostí 25,3 km/h.

## Historie

### 1908–1909: Začátky
Autobusům v Praze předcházely koňmi tažené omnibusy, koněspřežná tramvaj a elektrická tramvaj.
Poprvé se městské linkové autobusy v pražských ulicích objevily 3. března 1908. Byl to experiment, jak zavést dopravu i do strmých ulic Malé Strany, konkrétně do Nerudovy ulice, a dopravně ji tak spojit s Hradčanami. (Zvažovalo se zde i zavedení ozubnicové tramvaje, na niž byl dokonce vypracován projekt, ale autobusy se jevily jako perspektivnější.) Byly proto zakoupeny 4 autobusy od různých firem. Během provozu však došlo k několika haváriím, navíc tehdejší technika byla velmi nespolehlivá. Elektrické podniky se proto rozhodly 17. listopadu 1909 trať zrušit, na dalších 15 let tak Praha autobusovou dopravu neměla.

### Autodopravní akciová společnost v Praze a další soukromí a státní dopravci
Za historicky druhou autobusovou linku na území dnešní Prahy je považována linka Praha – Mělník, na kterou 19. dubna 1912 získal licenci mělnický podnikatel František Černý. Začínala na Josefském náměstí (dnešní náměstí Republiky) a vedla přes Karlín, Kobylisy, Bohnice, Chabry a Ďáblice. První světová válka vedla v roce 1914 k zastavení provozu.
V roce 1920 město uskutečnilo pokus zavést autobusovou dopravu prostřednictvím soukromé společnosti, která měla provozovat dopravu na koncesi drženou městem. K tomu účelu byla založena Autodopravní akciová společnost v Praze. Byly připraveny první dvě diagonální linky, avšak historici pražské dopravy nezjistili, zda na nich byl provoz skutečně zahájen; určitě však netrval déle než rok. V roce 1923 město smlouvu s dopravcem rozvázalo, protože nebyl schopen plnit své závazky. V roce 1924 se dopravce nepříliš úspěšně pokoušel provozovat, již vlastním jménem, linku do Záběhlic. Po kapitálovém vstupu ČKD v roce 1925 pak dopravce až do druhé světové války úspěšně provozoval příměstskou autobusovou dopravu (zejména do dnešních okrajových částí Prahy, v severním okolí Prahy i přes Chodov do Průhonic). V letech 1928–1933 zajišťoval také provoz na několika regionálních linkách, k nimž držela koncese tehdy samostatná obec Stodůlky. V městské a regionální autobusové dopravě se v meziválečném období angažovalo i množství dalších soukromých dopravců i Československé státní dráhy a Československá pošta, zatímco dálková doprava zůstávala v té době ještě doménou železnice.

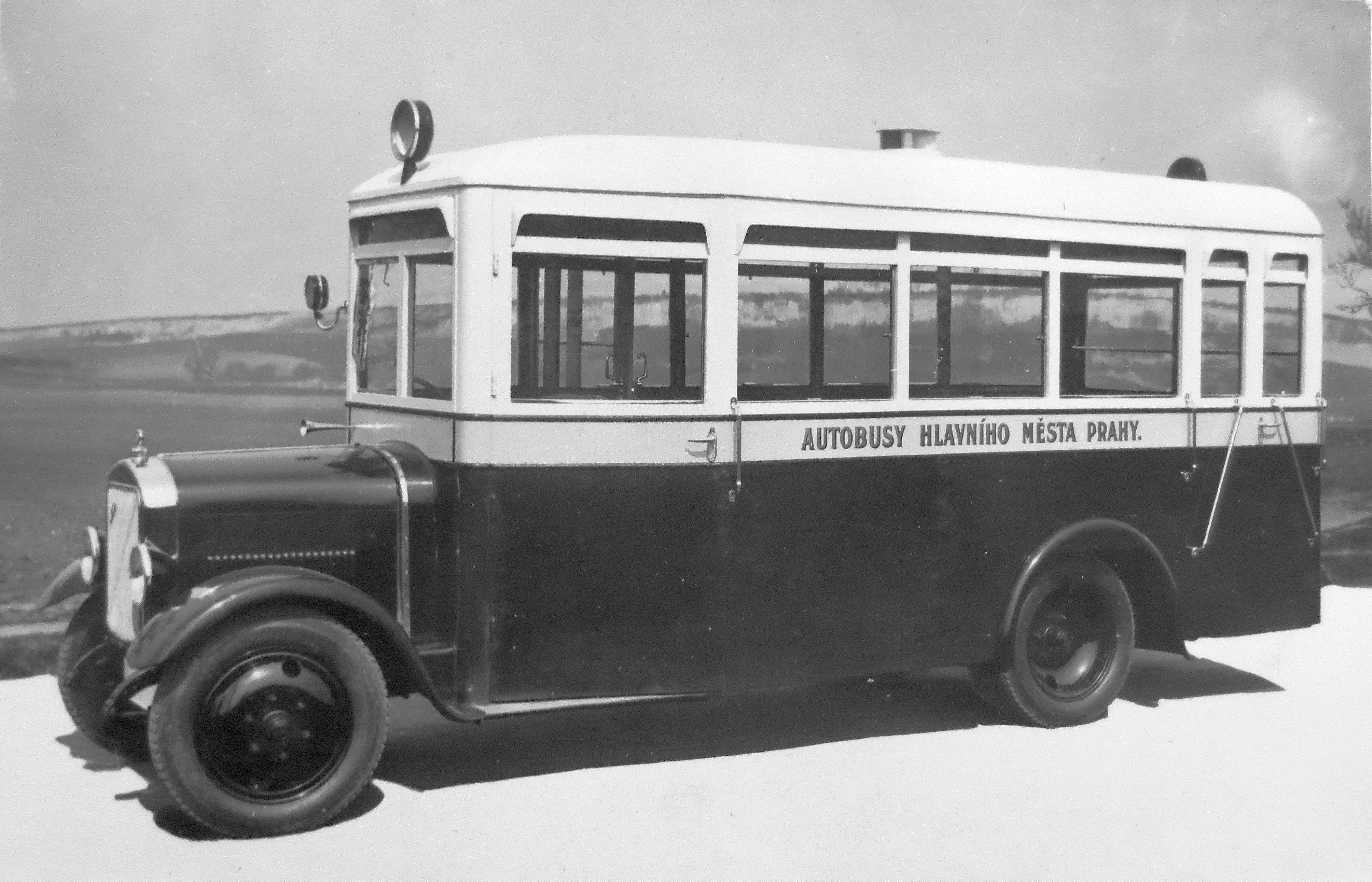
Autobus Walter PN hl. města Prahy

### 1925–1938: Obnovení autobusové dopravy Elektrických podniků hl. m. Prahy
21. června 1925 byl zahájen provoz autobusové linky A z Vršovic do Záběhlic. Autobusové linky začaly rychle přibývat a přes určité problémy s vydáváním koncesí a daněmi během několika dalších let již obsluhovaly nejen Velkou Prahu, ale i např. Zbraslav, Modřany, Kbely a jiné, v té době příměstské oblasti. Od roku 1926 byla zahájena též autokarová doprava po pražských památkách, o rok později pak byly na vytížené linky klasické MHD nasazeny též vlečné vozy.
V polovině 30. let začaly být autobusy s dřevěnou konstrukcí nahrazovány typy s karoserií celokovovou (Tatra 24) a s dieselovými motory (Škoda 656 D)
Od 27. listopadu 1932 zahájily provoz i noční linky (nejprve tři, později pět), které měly centrálu ve stanici Náměstí Republiky. Stejně jako linky denní nesly i tyto rovněž písmenné označení. Autobusová doprava se tak stala nedílnou součástí pražské dopravy.

### 1939–1945: Druhá světová válka
V roce 1939 byla po mnohaletých přípravách nařízena pravostranná jízda – všechny vozy tedy musely být přestavěny.
O několik let později začal být, v důsledku války, nedostatek paliv a náhradních dílů. Doprava byla výrazně omezena, okamžitě došlo k radikálnímu omezení až zrušení dopravy příměstské, zbývající linky MHD jezdily na dřevoplyn, stlačený svítiplyn a další různé druhy pohonů. Ke konci války však již bylo nemožné, stejně jako u tramvají, udržet stálý provoz, protože dopravu ochromilo Pražské povstání.

### 1946–1970: Rozvoj automobilismu

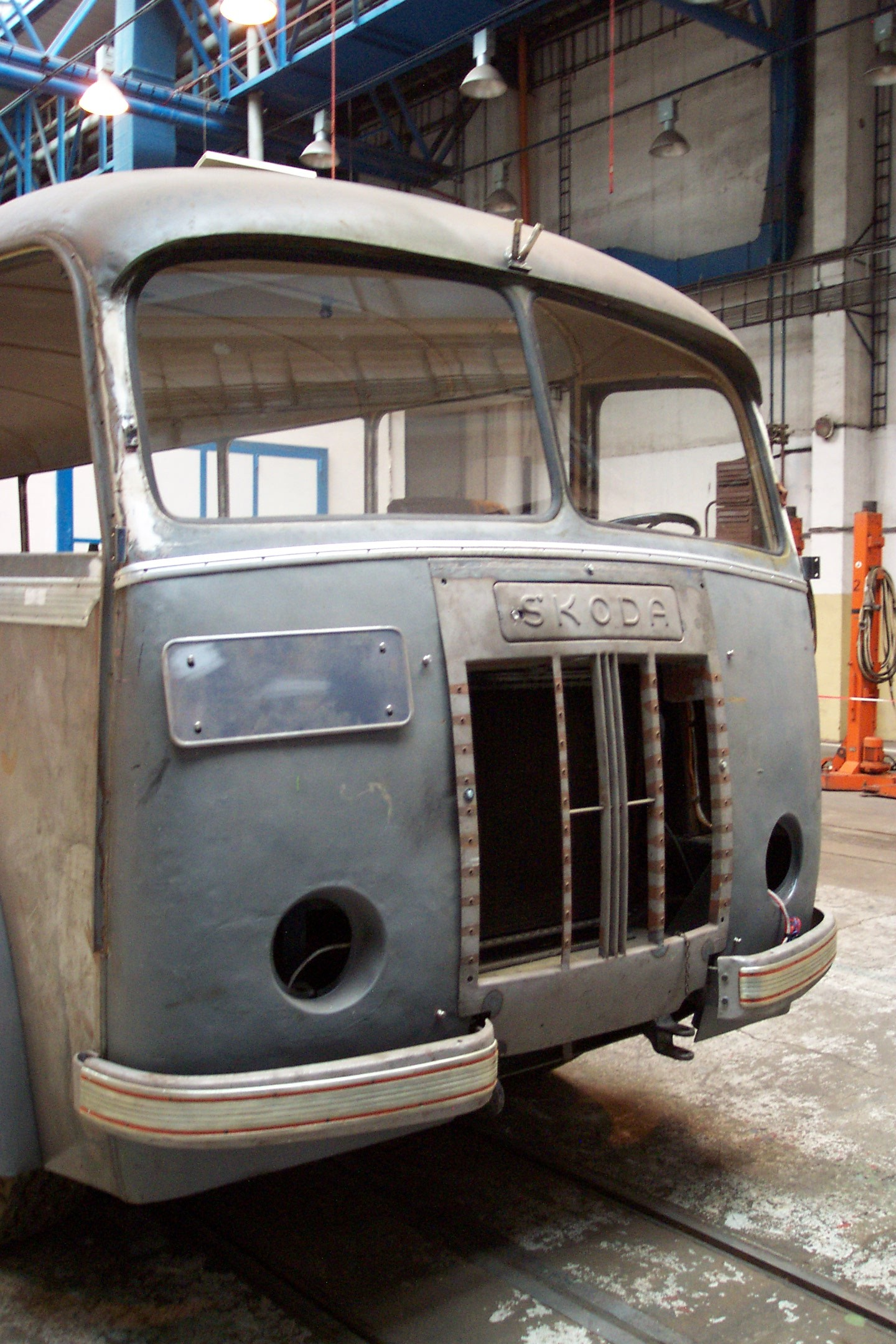
Přední část historického autobusu Škoda 706 RO při renovaci

Okamžitě po skončení bojů byl obnoven provoz na prvních čtyřech linkách, později přibývaly další.
První velkou změnou, hlavně pro vozový park, bylo zavedení nových autobusů Praga NDO v roce 1948 a Škoda 706 RO v roce 1951. V té době bylo v provozu 16 linek. Od roku 1951 bylo zrušeno písmenné označení linek a nahrazeno číselným, trojmístným, které umožnilo označit množství rychle přibývajících linek. Zároveň byl uveden v platnost nový jednotný tarif.
Po opětovném zavedení nočních linek roku 1959 číslice z celého trojmístného čísla linky značila násobek základního jízdného; u nočních, které dostaly čísla začínající dvojkou, se platilo dvojnásobné jízdné, podobně tomu bylo i u rekreačních a rychlíkových linek.
Od roku 1960 do roku 1971 byl postupně opětovně zaváděn jednoslužný provoz. Prvními jednoslužnými linkami od 50. let byly od 3. října 1960 nové rychlíkové linky 126 a 127 a letištní linka 225, od 25. října 1960 pak byl jednoslužný provoz zaveden i na linkách 110, 116, 120, 122, 123 a poslední dvojslužnou linkou byla do 4. dubna 1971 linka 112, kde průvodčí zajišťoval i bezpečné couvání na konečné v Podhoří.
Obnova vozového parku pak pokračovala zavedením velmi úspěšného typu Škoda 706 RTO. Do nových sídlišť (od roku 1970) se zaváděly zásadně autobusové linky (Lhotka, Jižní Město, Spořilov), takže vyvstala potřeba stále většího počtu vozidel. Mezi lety 1958–1968 se celá síť autobusové dopravy zněkolikanásobila (čemuž přispělo též i rušení sítě trolejbusové), objevila se nově i síť tzv. překryvných linek. Od října 1965 byl zaveden do provozu i model Karosa ŠM 11.

### 1970–1990: Obsluha sídlišť

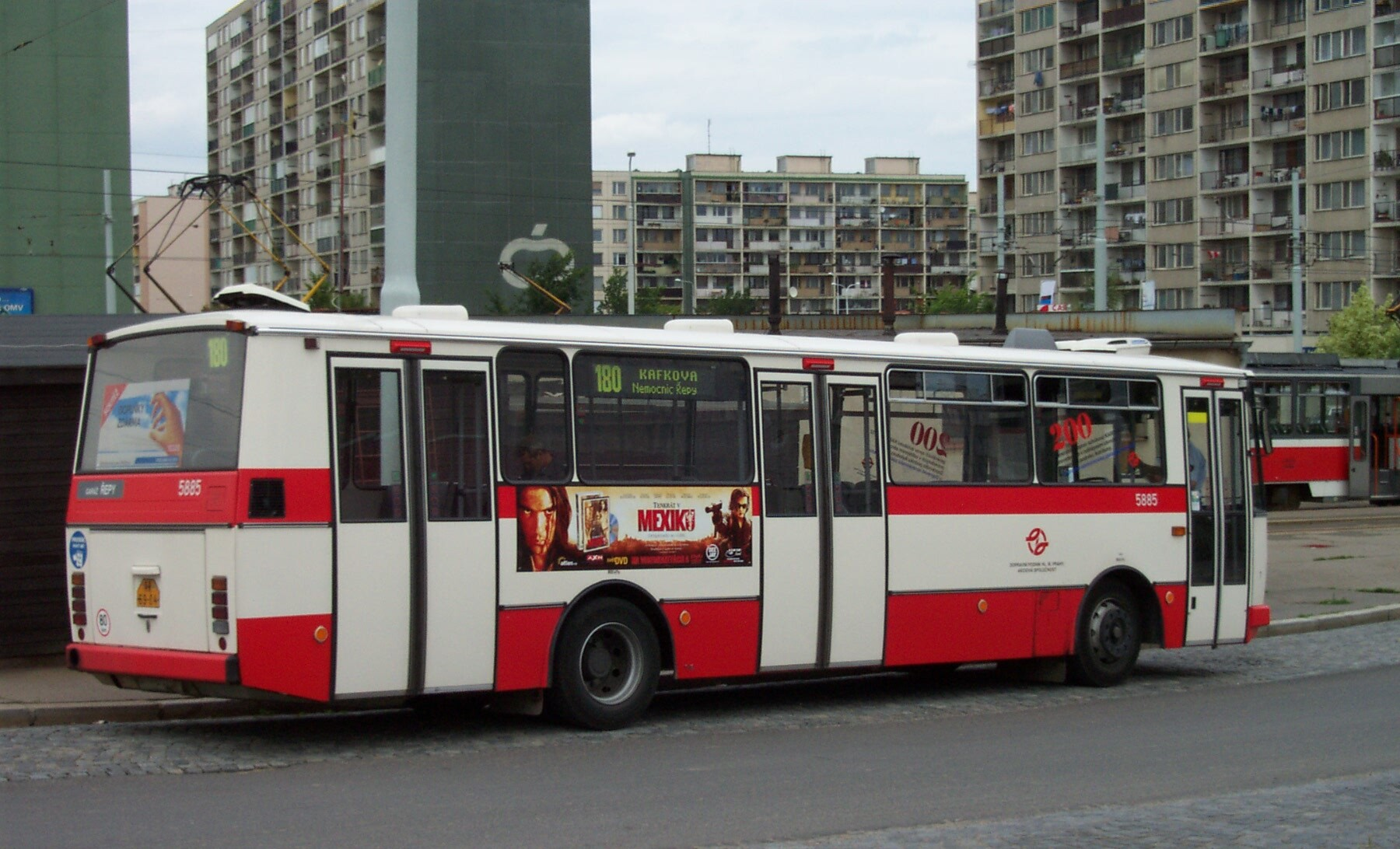
Pražský autobus Karosa B 732

V roce 1971 byl nakonec samoobslužný provoz zaveden na všech linkách. Velkou změnu v pražské autobusové dopravě vyvolalo zavedení metra a významné rozšíření metropole, které nabylo platnost 1. července 1974. Zaveden byl jednotný nepřestupný tarif, autobusové linky byly opět přečíslovány a i překryvná síť byla zrušena.
S novým metrem se objevily rovněž i nové terminály městské autobusové dopravy, jako je Kačerov, Pankrác nebo Budějovická, kde se již s tramvajemi nepočítalo. To vystihuje ostatně tehdejší koncepcí pražské dopravy – postupné nahrazení elektrické trakce autobusy – zrušit se však podařilo pouze trolejbusovou síť.
Poslední vozy RTO byly vyřazeny v roce 1978, 16. ledna tohoto roku se v provozu nově objevily první kloubové autobusy – maďarské vozy typu Ikarus 280, které jezdily až do roku 1999. O několik let později (rok 1981) se také objevuje Karosa B 731. K roku 1984 zanikly poslední překryvné linky.

### 1991 – 2007: Částečná liberalizace

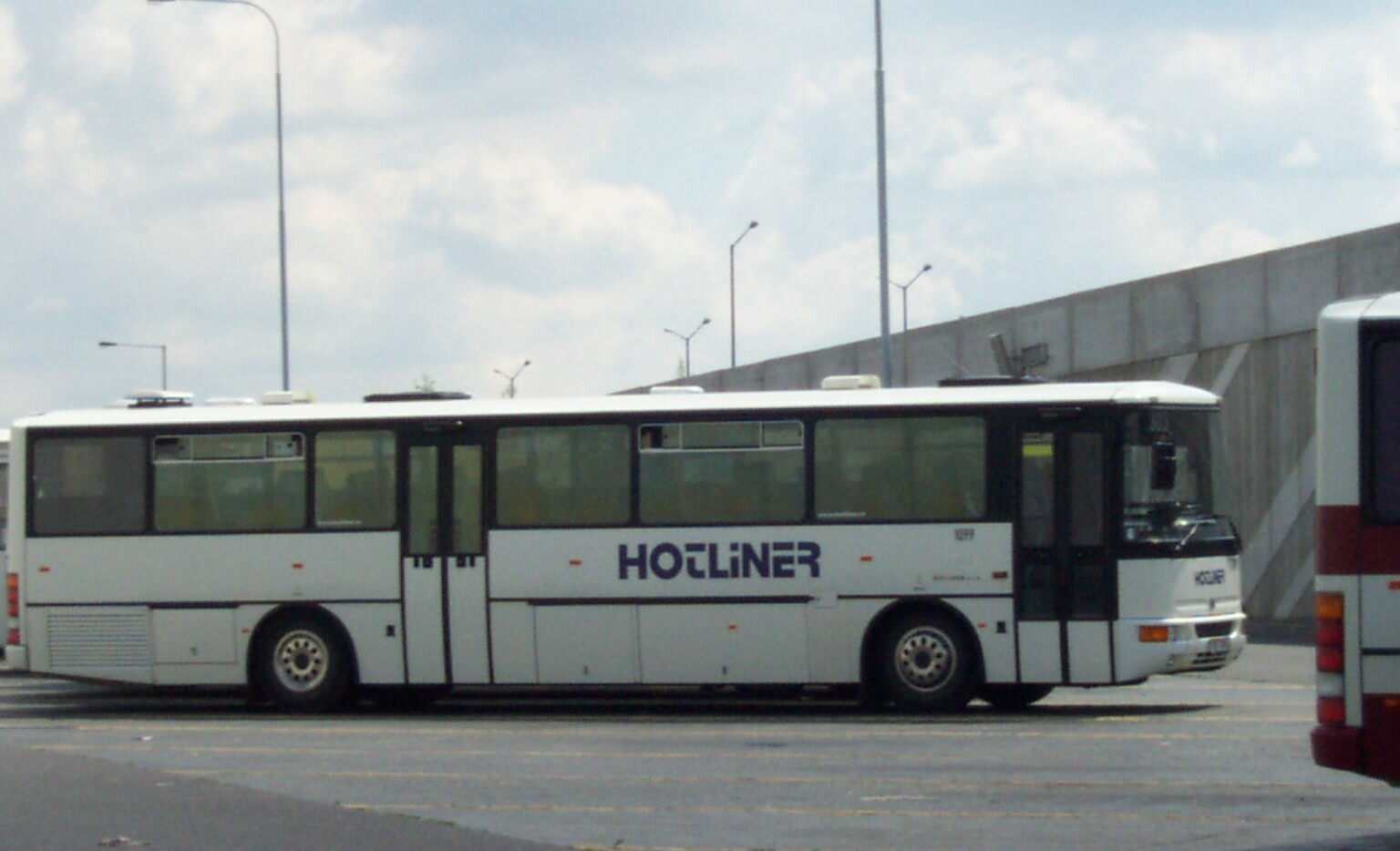
Autobus soukromého pražského dopravce

Po půl století fungování pouze státních a městských podniků mohli opět vznikat i soukromí dopravci, jejich uplatnění umožnil zejména Zákon o silniční dopravě č. 111/1994 Sb. V pražské městské dopravě se tak kromě Dopravního podniku hlavního města Prahy a. s. uplatnili i dosavadní příměstští dopravci (ČSAD Praha-západ s. p. na lince 173, ČSAD Praha-Vršovice a. s. na lince 165), ale i nové soukromé firmy jako Hotliner, Martin Uher, Josef Šlechta-Spojbus) a několik dalších, mimo jiné i jedna ze součástí nadnárodní švédské skupiny, Connex Praha s. r. o. (dnes Veolia Transport Praha) od května roku 2013 Deutsche Bahn divize Arriva.
Výběr dopravců pro provozování linek však dodnes není příliš průhledný a neřídí se zcela pravidly volné hospodářské soutěže. V listopadu 2005 přestal DP provozovat šest městských autobusových linek ve východní části Prahy, které stejně jako novou linku 240 začala provozovat firma Hotliner, které do té doby Dopravní podnik svěřoval provozování náhradní autobusové dopravy. Od ledna 2007 tyto a další linky, celkem 11 městských a 10 příměstských, převzala po firmě Hotliner s.r.o. firma Connex Praha s.r.o.. Očekávaná změna vozoparku se však nekonala, protože Connex Praha s.r.o. koupil větší část vozového parku Hotlineru s.r.o. Vozopark byl s drobnými úbytky přeprodán i Veolii Transport Praha a nyní i Arrivě.
Díky změnám, způsobeným politickými změnami a ustanovením volného trhu, se otevřela dopravcům možnost nakupovat vozidla různých výrobců. Od roku 1996 provozuje Dopravní podnik hlavního města Prahy nízkopodlažní autobusy Irisbus Citybus 12M (jejich výroba byla ukončena v roce 2005) a od roku 2002 také jejich kloubovou variantu Citybus 18M. Nízkopodlažními autobusy provozují dopravu i další dopravci, například Hotliner a Arriva.
V roce 2004 Dopravní podnik hlavního města Prahy zrušil Garáže Dejvice.
Od dubna 2008 Dopravní podnik hl. m. Prahy provozuje 10 pronajatých čtyřdveřových autobusů typu SOR BN 12 (evidenční čísla 3101–3110, garáž Hostivař).
Zatímco v roce 2007 Dopravní podnik hl. m. Prahy a. s. koupil jen 2 autobusy a v roce 2006 jich koupil 50, v prosinci 2007 vypsal výběrové řízení na dodávku 620 nízkopodlažních autobusů v letech 2008–2012 s přednostním právem na dodávku dalších 100 autobusů v roce 2013 – začátkem roku 2008 vozový park podniku představoval asi 1200 autobusů o průměrném stáří 9 let. Výběrové řízení počítá se třemi variantami: buď budou všechny autobusy naftové, nebo 200 z nich bude plynových, nebo 10 z nich bude na hybridní pohon.
Soutěže se zúčastnily firmy Iveco Czech Republic (dřívější Karosa) Vysoké Mýto, SOR Libchavy a EvoBus Holýšov (Daimler AG) a polský Solaris. Za favorita je považován SOR Libchavy, firma Iveco soutěž napadla u Úřadu pro ochranu hospodářské soutěže. Úřad začátkem srpna 2008 potvrdil regulérnost soutěže, Iveco proti rozhodnutí podalo rozklad. 12. února 2009 Dopravní podnik hl. m. Prahy oznámil, že vybral nabídku vozů typů NB 12 a NB 18 od firmy SOR Libchavy. V letech 2009–2014 má být dodáno 465 naftových městských nízkopodlažních autobusů SOR NB 12, 235 naftových městských nízkopodlažních kloubových autobusů SOR NB 18 a 20 městských nízkopodlažních kloubových autobusů s hybridním naftovým pohonem SOR NBH 18. Dodání prvních dvou vozidel SOR NBH 18 bylo oznámeno 5. ledna 2011.

### Malé autobusy od roku 2003

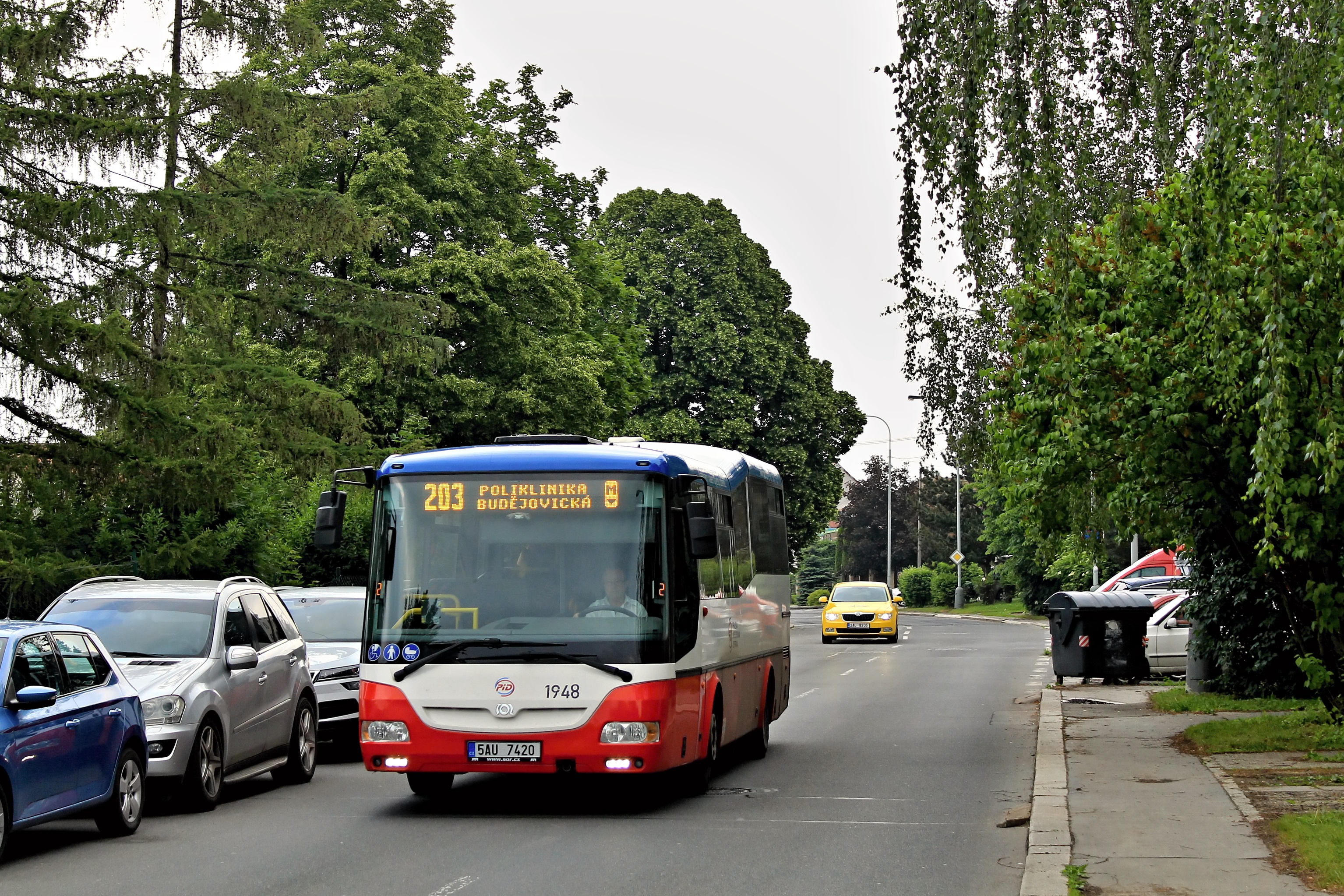
Midibus SOR BN 9,5 na lince 203 na sídlišti Jižní Město

Dopravní podnik hl. m. Prahy a. s. si pořídil 6 midibusů Ikarus E91, tři v březnu 2003, čtvrtý v lednu 2005, pátý a šestý v listopadu 2006, evidenční čísla 3901 až 3906.) Byly nasazovány na linky 291, 128 a 236, příležitostně i na jiné linky (724, 292). Později si pořídil též dva elektrické minibusy BredaMenarinibus Zeus pro linku 292 na Malé Straně, zavedenou od 13. ledna 2010.
Midibusy ostatních dalších dopravců se nejprve objevovaly na některých regionálních linkách PID, od 29. listopadu 2009 i na příměstské lince 325 Uhříněves – Čestlice. Od 7. března 2010 Veolia Transport Praha nasazuje midibusy SOR CN 8,5 na novou linku 293 na Jižním Městě a o sobotách a nedělích na linku 173. Dne 22. února 2010 byla zavedena linka pro tělesně postižené č. 2 (H2, interně 797), na které dopravce Societa o. p. s. používala tři mikrobusy Volkswagen Crafter. 12. prosince 2010 linku v pozměněné trase převzal dopravce About Me s. r. o. a nasadil na ni midibusy SOR CN 8,5, které používá i na linkách 295 a 297 provozovaných od 10. října 2010 a na lince 296 od 12. prosince 2010.
V dubnu 2010 garáž Hostivař provozovala autobus SOR BN 8,5 zapůjčený od výrobce SOR. 14. června 2010 schválilo představenstvo DP hl. m. Prahy, že vyhlásí výběrové řízení na nákup 20 midibusů, z toho 5 na elektrický pohon a 15 na dieselový pohon, v celkové ceně si 100 milionů Kč, a to kvůli vyšší poptávce městských částí a ROPIDu po midibusových linkách. Výběrové řízení bylo vyhlášeno 14. září 2010, nabídky měly být otevírány 3. listopadu 2010 a dodací lhůta byla stanovena na 30. listopadu 2010. Výsledek výběrového řízení představenstvo DPP vzalo na vědomí 29. listopadu 2010 a tentýž den schválilo uzavření smlouvy na nákup 15 autobusů za 65,85 milionu Kč (bez DPH) (tj. 4,39 milionu Kč za jeden autobus). Ve zprávě ČTK o uzavření smlouvy na 15 vozů s firmou SOR Libchavy se neobjevilo přesné označení typu. O dodání prvních 7 vozidel SOR BN 8,5 informoval Dopravní podnik hl. m. Prahy a. s. 10. prosince 2010, dva dny před plánovaným nasazením vozů do provozu, nezvykle rychle (necelé tři měsíce) po vypsání veřejné zakázky, a to přesto, že v té době ještě tento typ ani nebyl uváděn v nabídce na webu výrobce. Přestože ROPID 1. října 2010 oznámil, že nová vozidla PID budou v rámci sjednocování podmínek a standardů pro všechny dopravce v jednotném červeno-modro-bílém nátěru, a jiní dopravci mezitím již několik vozidel s novým nátěrem uvedli do provozu, tato série SOR BN 8,5 má červenobílý nátěr odvozený z dosavadních barev autobusů DPP. Vozy byly přiděleny do garáží Řepy a Klíčov, v první fázi mají být nasazeny od 12. prosince 2010 na linky 151 (Českomoravská – Poliklinika Prosek), 216 (Hradčanská – Nové Vokovice) a novou noční linku 514 (Sídliště Ďáblice – Ďáblice). Podle téže tiskové zprávy DPP z 10. prosince 2010 je možné i nasazení na midibusovou linku 236 Zámky – Podhoří, kde jezdí midibusy Ikarus E91 (možnost nasazení SOR BN 8,5 na minibusové linky 128 a 291 nebyla v této tiskové zprávě zmíněna). Fanouškovský Web o pražské MHD oznámil k 12. prosinci 2010 nasazení SOR BN 8,5 kromě linek 151 a 216 i na linkách 236, 245 a 256 (linky 128 a 291 také nezmínil). Prvních 6 vozidel dodaných na začátku prosince 2010 pro garáže Klíčov mělo evidenční čísla 3137 až 3142, garáže Řepy obdržely v první polovině prosince 2010 vozy s evidenčními čísly 3145 až 3147 a ve druhé polovině prosince 2010 vozy s evidenčními čísly 3148 až 3151, v prosinci 2012 byly všechny vozy SOR BN 8,5 přečíslovány na evidenční čísla 2011 až 2030.

### Od 2008: Budování páteřní sítě
Začátkem 21. století je opět oživena myšlenka budování páteřní sítě kapacitních autobusových linek s krátkými intervaly, která by nyní doplňovala síť městských drah (metra, železnice a tramvají). Po vzoru Mexika se takové autobusové systémy nazývají metrobus.
Nouzová obdoba metrobusu byla v Praze zavedena při povodních v roce 2002, kdy na Severojižní magistrále byly vyznačeny vyhrazené jízdní pruhy pro autobusy nahrazující linku metra C v úseku, kde byl provoz metra přerušen. V této přepravní relaci znamenala povodňová nouzová situace pro mnohé cestující dokonce zlepšení dopravy, protože se výrazně zlepšily přestupní vazby a autobusy jezdily plynule v takřka nepřetržitém sledu, takže cestující na ně nemuseli čekat.
Organizace ROPID v polovině února 2008 oznámila, že připravuje koncepci metrobusů, tedy páteřních kapacitních autobusových linek s kratšími intervaly a preferencí v provozu, jako vzor ROPID uvedl Berlín, Mnichov a Hamburk. Změna by rozlišila základní síť páteřních autobusových linek od doplňkových autobusových linek s delšími intervaly. Páteřní linky mají mít jednotný základní interval 6 minut v ranní špičce, 7,5 minut v odpolední špičce a 10–15 minut mimo špičku a mají na nich jezdit kloubové vozy. Výhledově se počítá s asi 30 linkami, jejichž základem by byly například dosavadní linky 107, 119, 136, 139, 140, 174, 177, 195, 217 a 253. Metrobusové linky by měly být odlišně číslovány i označeny. Plánovaný postup popsal ROPID takto: „Nejdřív je potřeba určit trasy budoucích metrobusů, potom do nich přetransformovat některé současné linky, posléze zajistit preferenci před automobilovou dopravou a až po dosažení určité spolehlivosti můžeme lince říkat metrobus.“
První změny v tomto smyslu měly být realizovány od 10. května 2008 v souvislosti s prodloužením linky C pražského metra do Letňan. Na schématech linkového vedení od 10. 5. 2008 vydaných organizací ROPID byly již některé autobusové linky (linky 136, 140, 144, 152, 177, 195, 200 – Pražský deník uvedl navíc linku 183) vyznačeny silnější čarou s vysvětlivkou, že jde o označení páteřní linky.
Člen Rady hlavního města Prahy Radovan Šteiner na setkání s novináři dne 22. listopadu 2007 oznámil, že se připravuje vysoce kapacitní autobusový tah na trase Želivského – Jižní Město, jehož projekt mimo jiné zahrnuje vyznačení vyhrazených jízdních pruhů pro autobusy v celkové délce přibližně pěti kilometrů a úpravu světelné signalizace ve prospěch preference pro autobusy na 17 křižovatkách. Směrem ke stanici metra Kačerov plánuje město necelé 3 kilometry jízdních pruhů pro autobusy. V únoru 2008 oznámil ROPID, že zpracovává studii vyhrazených jízdních pruhů na tramvajovém pásu v Chodovské ulici.
Zástupce společnosti Veolia Transport Ivo Novotný na konferenci v listopadu 2007 označil za vhodnou k zavedení metrobusů mimo jiné i trasu Praha – Letiště Ruzyně (– Kladno).
O konkrétním projektu MetroBus uvažují například obce na jih od Prahy, v nichž probíhá rozsáhlá výstavba rodinných domků. Trasa by měla vést z pražského sídliště Jižní Město (stanice metra Chodov a Roztyly) a pokračovat přes pražské čtvrti Šeberov a Hrnčíře do blízkých obcí Vestec a Jesenice.
27. června 2012 rada města projednala a schválila návrh dopravních opatření souvisejících se zavedením Metropolitní sítě linek Pražské integrované dopravy, který byl městským částem představen v polovině června 2012. ROPID dostal za úkol do začátku září v součinnosti s Dopravním podnikem hl. m. Prahy všechny změny připravit a zajistit tak, aby 1. září 2012 začal nový systém fungovat. Návrh deklaroval rozlišení nadřazené sítě páteřních metropolitních linek, tzv. metrobusů, s krátkými intervaly, atraktivní trasou a celodenním provozem, běžných autobusových linek a doplňkových midibusových linek určených pro lokální obsluhu hůře dostupných oblastí Prahy, zároveň bylo navrženo omezení souběhu autobusových linek s tramvajovými například na Plzeňské, Evropské a Švehlově ulici. Páteřní linky a páteřní svazky linek byly navrženy též v tramvajové síti. Posudek, který na objednávku primátora Bohuslava Svobody zpracovala ČVUT společně se společností Boston Venture Central Europe, doporučil termín změn odložit a upozornil na očekávané negativní dopady, například zpožďování sloučených dlouhých linek, protože komunikace nejsou pro preferenci páteřních linek připraveny. Městská rada má o realizaci změn definitivně rozhodnout v srpnu 2012. Primátor a jeho náměstek pro dopravu vyjádřili přesvědčení, že termín odložen nebude a případné nedostatky se budou řešit dodatečně po 3 měsících provozu. Deklarovanou roční úsporu 406 milionů Kč posudek považoval za nadsazenou a odhadl ji na 300 milionů Kč.
Při prezentaci změn linkového vedení k 1. září 2012 byly linky MHD rozděleny na tři typy: metrobusy (38 linek), standardní linky (63) a midibusové linky (20 linek). K témuž datu bylo zavedeno grafické rozlišování páteřních linek od ostatních linek na zastávkách i na digitálních displejích na vozidlech: linky metrobusů a páteřní tramvajové linky mají číslo orámované, na zastávkách jsou navíc metrobusové linky značeny fialovou barvou, zatímco ostatní autobusové linky modrou barvou.

### 2012 – návrh na outsourcing
Tatáž[kdo?] studie zpracovaná ČVUT a Boston Venture Central Europe v červenci 2012 zmínila možnost úspory až miliardy Kč ročně, pokud by městskou autobusovou dopravu provozovaly místo Dopravního podniku hl. m. Prahy kompletně soukromé firmy, jejichž ceny jsou až o třetinu nižší. Jako nevýhodu tohoto řešení zmínila řešení záloh za nečekané výpadky na linkách autobusů či v provozu metra nebo tramvají. Primátor Bohuslav Svoboda principiálně nebyl proti, ale vyjádřil pochybnost, že je v Česku podobný krok realizovatelný bez pochybností a možných problémů spojených s ovlivňováním operace. Jednoznačněji nápad podpořil náměstek primátora Tomáš Hudeček, který se ovšem rovněž obával pijavic, které se nalepí na soukromé vlastníky a budou městský rozpočet vysávat. Ředitel DPP Vladimír Lich upozornil, že výpočet úspory v posudku vychází z chybných údajů o cenách, za které jezdí DPP. Vladimír Návrat upozornil, že soukromí dopravci jsou levnější proto, že jezdí převážně v podmínkách mimo město, a že pokud by začaly zajišťovat dopravu po městě, náklady by jim stouply. Prezident Federace profesních odborů DP Jiří Obitko vyjádřil rozhodný nesouhlas s takovým outsourcingem.

## Dopravci

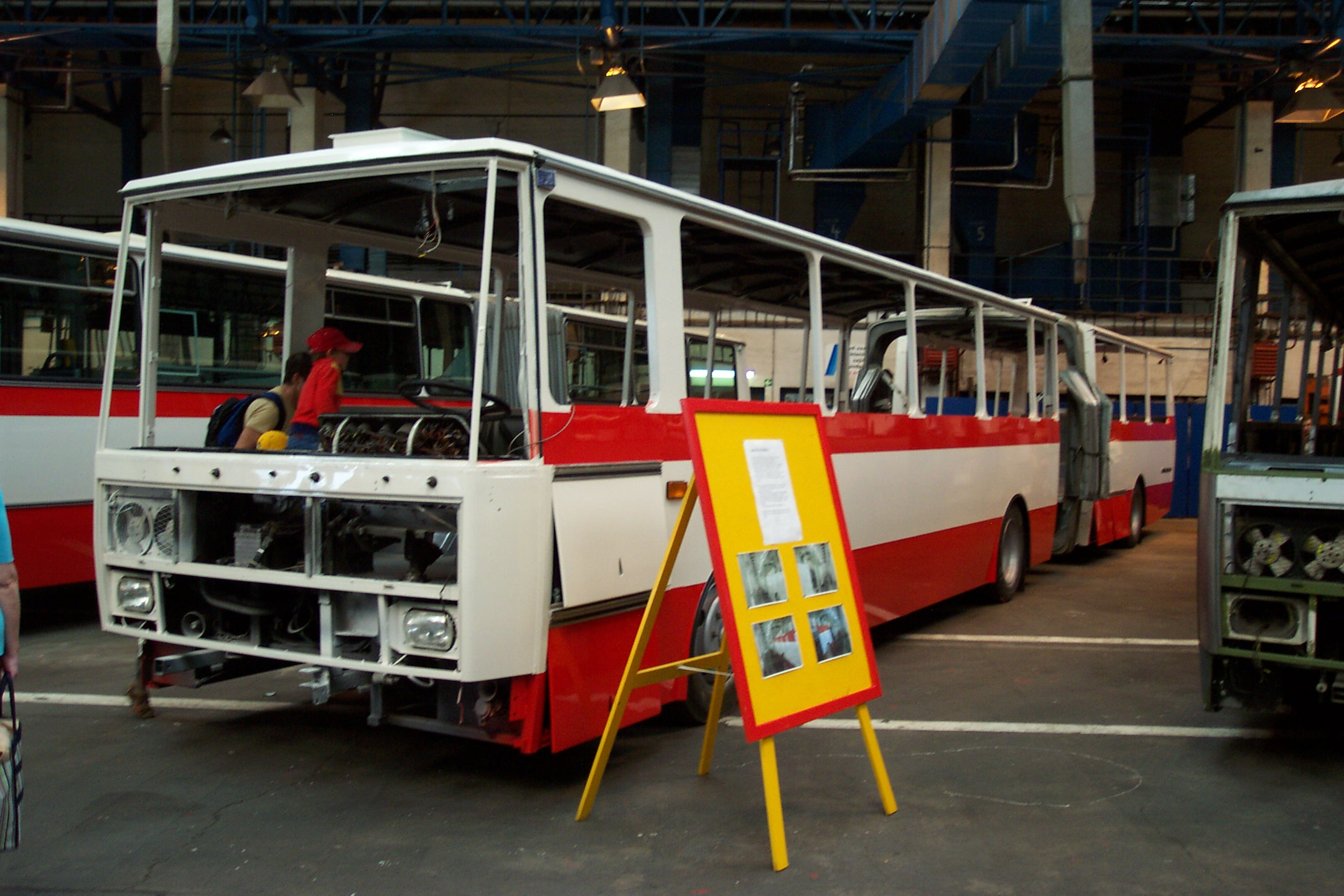
Autobus typu Karosa B 741 procházející generální opravou

### Garáže
Autobusy jsou deponované v několika garážích umístěných po celé Praze.
Dopravní podnik hlavního města Prahy (číslo garáže bývá uvedeno po straně čela vozidla)
- 1 – Garáže Dejvice[49] (v roce 2004 zrušené)
- 2 – Garáže Klíčov
- 3 – Garáže Libeň[50] (v roce 1994 zrušené)
- 4 – Garáže Vršovice
- 5 – Garáže Kačerov
- 6 – Garáže Pankrác (zrušené v 80. letech)
- 6 – Garáže Hostivař (areál ÚDDP, postavené v 60. letech původně pro trolejbusy a otevřené po zrušení garáží Libeň)
- 7 – Garáže Řepy (v provozu od roku 1981)

Jiné pražské garáže:
- ČSAD Střední Čechy s. r. o. – provozovna Klíčov (býv. objekt ČSAD Klíčov a JUDr. Jan Hoffmann)
- Probo Trans Beroun – provozovna Smíchov (býv. objekt ČSAD Praha-západ s. p.)
- Veolia Transport Praha s. r. o. – Vršovice (u nádraží, býv. objekt ČSAD Praha Vršovice a. s.)
- Hotliner s. r. o. – Vysočany
- Jaroslav Štěpánek – Horní Počernice (provozuje linky 110 a 557)
- ČSAD Polkost s. r. o. – Uhříněves, původně provozovna BADO BUS s. r. o. (pouze pro linku 232)

### Vozový park

#### DPP a jeho předchůdci

##### 1908–1909
Na první pražské autobusové lince v letech 1908–1909 jezdily čtyři autobusy různých značek: Süddeutsche Automobilfabrik G. M. B. H. Gaggenau, Laurin & Klement z Mladé Boleslavi (typ HOP), Automobiles Ariès z Paříže a Fiat z Turína. Po neúspěchu autobusové dopravy se Elektrické podniky hl. m. Prahy všech čtyř autobusů zbavily.

##### 1909–1945
V době opětovného zavedení městské autobusové dopravy, roku 1925, platil výnos ministerstva železnic č. 53988/22 ze 3. února 1923, který k provozu připouštěl jen autobusy domácího původu. Všechny předválečné autobusy byly stavěny na upravených podvozcích běžných nákladních automobilů, karosérie dodávaly například firmy V. Brožík & synové z Plzně, Wikov z Prostějova, Továrna na vozy a. s. z Kolína, O. Uhlík, Ringhoffer a další. První dva autobusy, pro vršovicko-záběhlickou linku A, byly značky Laurin & Klement 540 s nástupem předními dveřmi kolem řidiče a s pohonem na dřevoplyn. Pro druhou linku, B, od vyšehradské radnice přes Pankrác do Kunratic, byly zakoupeny dva autobusy značky Praga, s nástupními dveřmi na zadní straně autobusu. Autobusy Praga (Praga N, Praga NO, Praga TO), Tatra (Tatra 24/58, Tatra Diesel 24/67) a Škoda (např. Škoda 505, Škoda 656D) pak tvořily základ vozového parku. Několik autobusů dodala firma Walter (nejmenším autobusem byl vůz Walter PN z roku 1929 pro 25 cestujících). Čtyři autobusy typu Motor VT6 v roce 1932 dodala akciová společnost Motor, společný podnik firem ČKD a Škoda, další tři vozy shodného provedení pak dodala Praga jako typ Praga VT6. Pražský závod firmy A. Fross-Büssing dodal autobus, který měl uprostřed délky vozu plošinu bez vstupních dveří, z které se vstupovalo do předního a zadního oddílu. V letech 1925–1939 nakoupily Elektrické podniky celkem 149 autobusů, těsně před válkou jich měly 131. V roce 1927 zakoupily Elektrické podniky 10 autobusových vleků od společnost Motor Company pro zamýšlenou linku na Zbraslav, na kterou však nezískaly koncesi. V roce 1939 byly autobusy postupně přebudovány na pravostranný provoz. V období omezení dopravy za druhé světové války byla řada vozů odstavena kvůli nedostatku náhradních dílů, zejména pneumatik. K 22. únoru 1944 bylo v inventárním stavu 99 autobusů, z toho provozuschopných 45.

##### Po roce 1945 až po současnost
V období socialismu byl vozový park tvořen výhradně autobusy české výroby (zejména Škoda 706 RO, Škoda 706 RTO, Karosa ŠM 11, autobusy Karosa řady 700) standardní velikosti, od počátku 80. let doplněné o kloubové autobusy Ikarus 280. Továrna Karosa začala dodávat kloubové autobusy, kterými byly postupně vytlačeny kloubové Ikarusy, a v souvislosti s vlastnickými změnami přešla u novějších typů ke značkám Renault a Irisbus.
K 30. dubnu 2005 měl DPP 119 autobusů typu Karosa B 731, 186 autobusů typu Karosa B 732 (z toho 7 v provedení pro vozíčkáře), 11 autobusů Karosa C 734, 199 autobusů Karosa B 931 (z toho 30 typu Karosa B 931 E), 1 autobus Karosa C 934 a 91 autobusů Karosa B 951, celkem 607 vysokopodlažních autobusů standardní délky 11 metrů. Dále 3 nízkopodlažní autobusy Neoplan N4014/3 a 312 nízkopodlažních autobusů Karosa/Irisbus 2061 Citybus. Kloubových vysokopodlažních autobusů měl DPP celkem 288, a to 82 typu Karosa B 741, 175 typu Karosa B 941 (z toho 70 typu Karosa B 941 E) a 31 typu Karosa B 961. Dále vlastnil 53 nízkopodlažních kloubových autobusů Karosa/Irisbus 2081 City Bus, 4 městské midibusy Ikarus E 91 a 9 zájezdových autobusů (Karosa LC 735, 4× Karosa LC 936, Neoplan A 316 SHD a 3× Mercedes O 350 a O 404).
Od roku 2008 se začaly objevovat autobusy SOR, nejprve pronajaté, poté DPP uzavřel velkou zakázku na dodávku 620 standardních i kloubových autobusů SOR. V říjnu 2014 dopravce oznámil, že do konce roku chce vyhlásit výběrové řízení na dalších 400 kloubových autobusů, které mají být dodávány během 4 následujících roků. To bylo později změněno na 300 standardních autobusů, 150 kloubových a 50 částečně nízkopodlažních (LE), které opět vyhrál SOR.
Prvních několik midibusů Ikarus E91 si DPP pořídil v letech 2003–2006. Počátkem roku 2010 začal používat též dva elektrické midibusy BredaMenarinibus Zeus, která však kvůli vysoké poruchovosti vrátil výrobci. Od roku 2010 začal DPP nakupovat midibusy SOR BN 8,5. V roce 2012 si DPP objednal 40 malokapacitních autobusů Solaris Urbino 8,9 LE, někteří z dalších pražských dopravců je používali už dříve. V roce 2015 byl ukončen provoz kloubových autobusů Karosa B 741. V listopadu 2019 byl ukončen provoz autobusů Karosa B941e a Renault Citybus 12M 2070. O půl roku později, 30. června 2020, naposledy vyjel do ulic Prahy první typ nízkopodlažního kloubového autobusu Irisbus Citybus 18M 2081. Téhož roku, v říjnu, byl ukončen provoz autobusů Irisbus Citybus 12M 2071.
Vozový park k srpnu 2020 tvořily z velké většiny autobusy SOR modelové řady NB 12 a NB 18, některé jsou již vybaveny klimatizací. DPP také nedávno pořídil i autobusy pro příměstskou dopravu a to SOR BN 12. Z ostatních typů v provozu je pár nových autobusů Iveco Crossway LE (určené hlavně pro linky AE a linky pro handicapované, k roku 2020 jezdí na linkách 100, 351 a většinou na 202, 158, 185, 141 atd.).
V prosinci 2020 byly do provozu zařazeny nové autobusy Solaris Urbino 10,5 IV. Zároveň 4. prosince 2020 byly vyřazeny poslední vysokopodlažní autobusy Karosa B 951E a od následujícího dne tedy jsou linky DPP plně nízkopodlažní (kromě retrolinek). Dne 5. prosince 2020 byl zahájen provoz retrobusů o víkendech a svátcích na vybraných pořadích linek 180 a 213. V březnu 2021 DPP využil opci na dalších 20 vozů Solaris Urbino 10,5 IV. První vozidla z opce jsou dodány počátkem září 2021. Vozidla z opce jsou oproti vozům z roku 2020 dodány v novém nátěru Pražské integrované dopravy tvořené z červeno-šedých svislých pruhů. V říjnu 2021 byly odstaveny první vozy NB 12 z roku 2009 a v březnu 2022 následovalo odstavení prvních kusů NB 18. Dne 23. dubna 2022 došlo k poslednímu vypravení jediného vozu Irisbus Citelis 18M (ev. č. 6599) na linku s cestujícími. Během roku 2023 jsou dodány první vozy Iveco Streetway 12M a Iveco Streetway 18M. Ke konci roku jsou vyřazeny vozy SOR BN 8,5 s výjimkou jednoho vozu roku 2013. Tyto vozy jsou nahrazeny novými vozy SOR ICN 9,5. V průběhu roku 2024 byly dodány první vozy Iveco Urbanway 18M Hybrid a z provozu byly odstaveny vozy Irisbus Crossway LE 12,8M provozované na linkách pro handicapované, protože tyto linky byly zrušeny. Během letních prázdnin byly odstaveny všechny vozy Streetway kvůli únikům nafty.

## Vozový park

### Současný vozový park
| Obrázek | Typ                          | Dodávky v letech | Počet vozů (k 28 . 8. 2024) | Poznámka                                                                                |
| ------- | ---------------------------- | ---------------- | --------------------------- | --------------------------------------------------------------------------------------- |
|         | Irisbus Crossway LE 12,8M    | 2012–2013        | 2                           |                                                                                         |
|         | SOR NB 12                    | 2009–2021        | 463                         |                                                                                         |
|         | SOR NB 18                    | 2010–2021        | 444                         |                                                                                         |
|         | SOR BN 8,5                   | 2013             | 4                           |                                                                                         |
|         | SOR BN 12                    | 2012, 2018–2019  | 51                          |                                                                                         |
|         | Solaris Urbino 8,9 LE        | 2012–2015        | 40                          |                                                                                         |
|         | Iveco Crossway LE CITY 12M   | 2017             | 1                           |                                                                                         |
|         | Iveco Crossway LE CITY 13M   | 2016             | 2                           |                                                                                         |
|         | Iveco Crossway LE CITY 14,5M | 2020, 2023       | 9                           |                                                                                         |
|         | Solaris Urbino 10,5          | 2020–2021        | 40                          | prvních 20 vozů dodáno ve schéma DP Praha, další vozy jsou dodávány již ve schématu PID |
|         | SOR NS 18                    | 2021             | 1                           | předváděcí vůz                                                                          |
|         | Škoda 36BB                   | 2022             | 14                          | elektrobus; schéma PID                                                                  |
|         | Iveco Streetway 18M          | 2023–2024        | 51                          |                                                                                         |
|         | Iveco Streetway 12M          | 2023–2024        | 52                          |                                                                                         |
|         | SOR ICN 9,5                  | 2023             | 20                          |                                                                                         |
|         | Iveco Urbanway 18M Hybrid    | 2024             | 19                          |                                                                                         |
|         | Celkem                       | Celkem           | 1210                        |                                                                                         |

### Vyřazená, muzejní a retro vozidla
| Obrázek | Typ                  | Dodávky v letech        | Celkem dodáno | Vyřazení z provozu        | Počet vozů (k 13. 5. 2022)      |
| ------- | -------------------- | ----------------------- | ------------- | ------------------------- | ------------------------------- |
|         | Laurin & Klement HOP | 1908                    | 1             | ?                         | 0                               |
|         | Laurin & Klement 540 | 1925                    | ?             | ?                         | 0                               |
|         | Praga N              | 1925                    | ?             | ?                         | 0                               |
|         | Praga NO             | 1926–1930               | 48            | ?                         | 0                               |
|         | Tatra 24             | 1928                    | ?             | ?                         | 0                               |
|         | Škoda 506N           | 1929                    | ?             | ?                         | 1 (muzejní exponát)             |
|         | Walter PN            | 1929                    | 2             | ?                         | 0                               |
|         | Tatra 24/58          | 1932–1938               | ?             | ?                         | 0                               |
|         | Škoda 656 D          | 1935                    | ?             | ?                         | 0                               |
|         | Tatra 24/67          | 1937–1939               | 5             | ?                         | 0                               |
|         | Praga NDO            | 1948–1949               | 50            | 1962                      | 0                               |
|         | Škoda 706 RO         | 1948, 1951–1958         | 71            | 1965?                     | 1 (muzejní exponát)             |
|         | Jelcz 272            | 1973–1975               | 6             | 1978                      | 1 (muzejní exponát)             |
|         | Škoda 706 RTO        | 1959–1972               | 39            | 1979                      | 0                               |
|         | Karosa ŠM 11         | 1965–1981               | 243           | 1988                      | 1 (muzejní exponát)             |
|         | Karosa ŠL 11         | 1970–1979               | 110           | 1988                      | 0                               |
|         | Avia Ikarus 543      | 1983                    | 1             | 1990                      | 0                               |
|         | Karosa ŠD 11         | 1969, 1978–1979         | 6             | 1991                      | 0                               |
|         | Ikarus 280           | 1978–1991               | 612           | 1999                      | 1 (muzejní exponát)             |
|         | Karosa C 744         | 1999, ex-Hradec Králové | 1             | ?                         | 0                               |
|         | Karosa LC 735        | 1985–1989               | 11            | 30. 10. 2007              | 0                               |
|         | Neoplan N4014        | 1994–1995               | 3             | 15. 11. 2007              | 0                               |
|         | Karosa B 832         | 1998                    | 1             | 24. 3. 2010               | 0                               |
|         | Karosa C 734         | 1981–1994               | 109           | 28. 6. 2010               | 0                               |
|         | Karosa B 732         | 1987–1994               | 887           | 12. 9. 2014               | 0                               |
|         | Karosa B 731         | 1982–1995               | 420           | 26. 11. 2014              | 1 (muzejní exponát)             |
|         | Karosa B 741         | 1995–1996               | 174           | 6. 6. 2015                | 0                               |
|         | SOR NBH 18           | 2016–2017               | 2             | 2016 (Přestavěny na NB18) | 0                               |
|         | Karosa C 934         | 1999                    | 1             | 16. 9. 2017               | 0                               |
|         | Karosa B 931         | 1996–2001               | 199           | 21. 9. 2018               | 0                               |
|         | Ikarus E91           | 2003–2006               | 6             | 25. 8. 2019               | 1 (muzejní exponát)             |
|         | Karosa B 941         | 1997–2001               | 175           | 22. 11. 2019              | 0                               |
|         | Renault Citybus 12M  | 1995–2000               | 172           | 22. 11. 2019              | 1 (muzejní exponát)             |
|         | Karosa B 961         | 2002–2003               | 31            | 30. 5. 2020               | 3 (muzejní exponát a retrovozy) |
|         | Irisbus Citybus 18M  | 2003–2004               | 53            | 29. 8. 2020               | 0                               |
|         | Irisbus Citybus 12M  | 2003–2004               | 149           | 29. 8. 2020               | 1 (retrovůz)                    |
|         | Karosa B 951         | 2003–2006               | 131           | 4. 12. 2020               | 2 (retrovozy)                   |
|         | Irisbus Citelis 12M  | 2006–2009               | 12            | 6. 1. 2022                | 1 (retrovůz)                    |
|         | Irisbus Citelis 18M  | 2007                    | 1             | 23. 4. 2022               | 0                               |

### Elektrobusy
Od ledna 2010 začal DPP používat dva elektrické midibusy BredaMenarinibus Zeus M 200E, díky nimž zvítězil ve výběrovém řízení na provozování midibusové linky 292 z Malostranského náměstí k nemocnici Pod Petřínem. Tyto vozy však kvůli vysoké poruchovosti po dvou letech vrátil výrobci a linku dále provozoval dieselovými autobusy.
Ve dnech 21.–26. 1. 2014 byl v Praze v rámci předváděcího turné po českých a německých městech předváděn a testován na zvláštních (vložených) spojích linky 216 elektrický midibus Siemens/Rampini Alè electric, zepůjčený od vídeňského dopravního podniku Wiener Linien. Pro dobíjení byla zřízena provizorní dobíjecí stanice, tvořená krátkým úsekem trolejbusového vedení v tehdejší autobusové otočce Bořislavka, v těsné blízkosti tramvajové měnírny, z níž byla napájena. Vlastnosti vozu nenaplnily očekávání a novináři nazvali výsledek testu dokonce zklamáním. V sobotu nestíhal dobíjet baterie a málo topil. V reakci na testy se však ozvala společnost SOR a nabídla k testům svůj elektrobus.
Od 1. září 2015 testuje DPP elektrobus SOR EBN 11,1 na linkách 213 (v pracovních dnech a 163 (o sobotách a nedělích) s nabíjecí stanicí, tvořenou krátkým úsekem „trolejbusového“ dvoupólového vedení v autobusovém obratišti Želivského, napájeného z tramvajové sítě. Vzhledem k výhodnému sdílení tramvajové infrastruktury a příznivých cen nákupu elektřiny pro metro a tramvaje je ekonomická bilance projektu velmi dobrá a celkově i v mezinárodním měřítku se údajně jedná o jeden z nejúspěšnějších evropských elektrobusových projektů. Na základě pozitivních výsledků testování DPP v únoru 2017 oznámil, že připravuje elektrifikaci autobusové linky 207, která spojuje Žižkov s centrální oblastí města a je jedinou páteřní autobusovou linkou, která obsluhuje nejužší centrum Prahy. Pro tuto linku předpokládá DPP pořízení 14 elektrobusů v parametrech standardních dvanáctimetrových autobusů. Denní dobíjení z nabíjecího trolejbusového vedení má být situováno do obratiště Ohrada, noční dobíjení a balancování baterií v garáži Vršovice, kde se dosud nachází tramvajová (bývalá trolejbusová) měnírna.
V prosinci 2021 došlo k odstavení vozu SOR EBN 11,1.
Začátkem roku 2022 nasadil DPP první vůz typu Škoda 36BB E'City na linku 213. Dopravní podnik si objednal celkem 14 vozů tohoto typu, které budou postupně nasazovány do pravidelného provozu.
| Typ                          | Provoz    |
| ---------------------------- | --------- |
| BredaMenarinibus Zeus M200 E | 2010–2011 |
| SOR EBN 11,1                 | 2015–2021 |
| Škoda 36BB E'City            | od 2022   |

### Ostatní dopravci
Ostatní dopravci měli a mají vozový park rozdílný, někteří se zaměřují na starší a ojeté vozy, About Me se specializuje na dopravu minibusy a midibusy, ale zkušebně občas provozoval i autobusy standardní velikosti a po získání linky do Přezletic je používá standardně. Podrobněji o vývoji vozového parku pojednávají články o jednotlivých dopravcích.

## Integrovaný dopravní systém Pražská integrovaná doprava

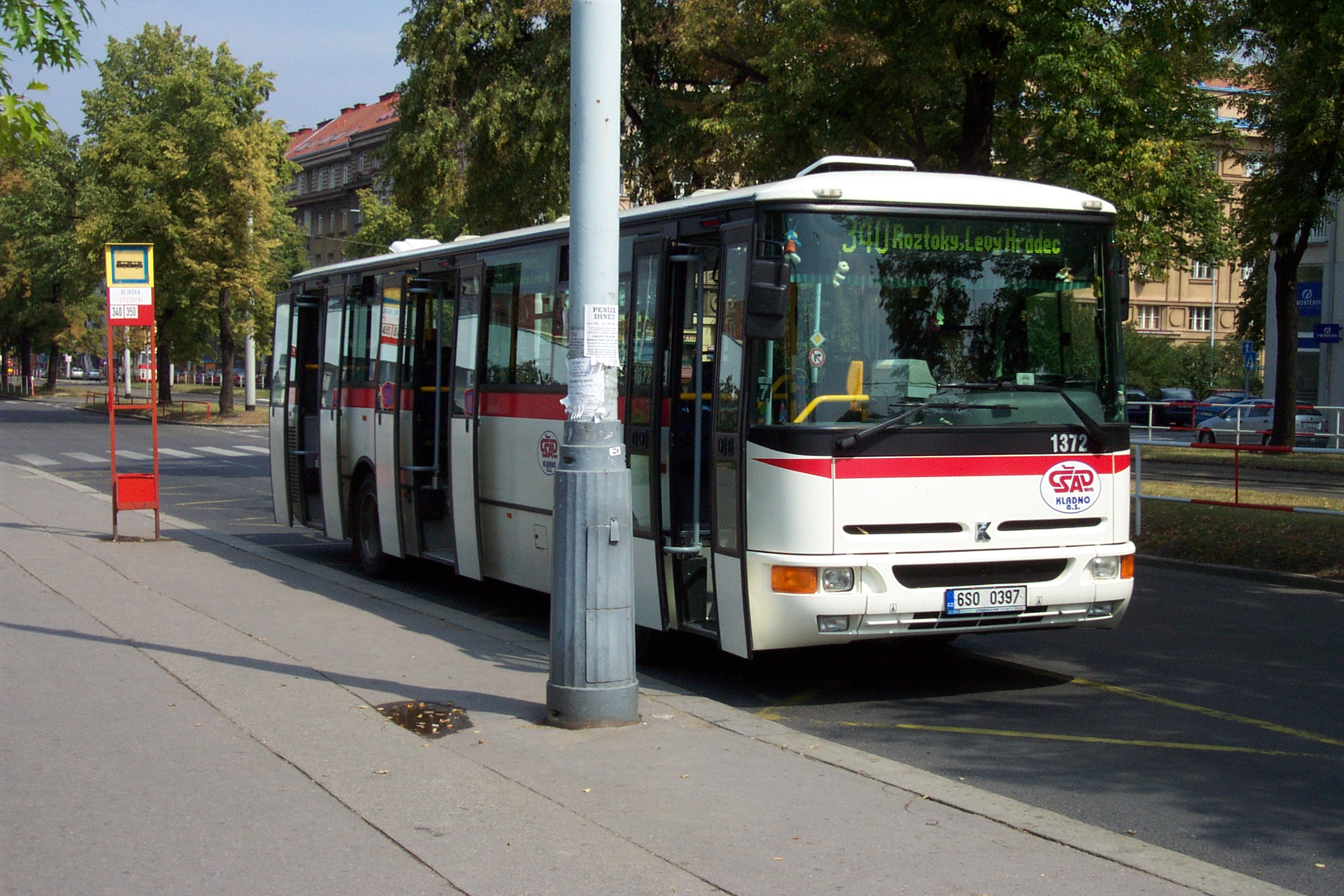
Vůz Karosa B 952 E společnosti ČSAD Kladno na lince PID

Protože do Prahy dojíždí mnoho lidí i z jejího okolí, rozhodl se roku 1992 Dopravní podnik společně s některými podniky ČSAD zřídit speciální příměstské linky a zároveň uznávat některé jízdní doklady MHD na příměstských linkách ČSAD. Později vznikla Pražská integrovaná doprava (PID), v jejímž rámci organizuje a objednává autobusovou, drážní i vodní dopravu městská organizace ROPID.
- vnitropražské denní autobusové linky PID mají čísla 100 až 250
- vnitropražské noční autobusové linky PID mají čísla 901 až 916
- vnitropražské školní autobusové linky PID mají čísla 251 až 275 (do 90. let měly čísla od 401 výše)
- linky náhradní autobusové dopravy v PID a různé zvláštní linky nezařazené do PID mají čísla 9xx (do roku 2018 7xx, do 90. let mívaly čísla od 450 výše), nebo Xxx(x)
- příměstské linky PID vycházející z Prahy mají čísla 300 - 420 a 500
- mimopražské linky PID mají čísla 421 až 862
- noční příměstské linky PID mají čísla 950 až 960

Autobusová linka MHD pro tělesně postižené a několik linek MHD k obchodním domům není zařazeno do PID ani do jeho číslování linek (trojciferná čísla těchto linek jsou určena jen pro vnitřní potřebu dopravce).
Do PID jsou kromě autobusové dopravy zařazeny též pražské metro, městské tramvajové linky, lanová dráha na Petřín, osobní a spěšné železniční vlaky a vybrané rychlíky, přívozy a parkoviště P+R. V PID platí pásmový tarif, přičemž území města tvoří jedno dvojité pásmo P a dojezdová pásma 0 a B. V okolí Prahy je potom dvanáct soustředných prstencových tarifních pásem (1 až 12).

## Typy linek PID

### Základní síť
Původně byla autobusová síť v Praze zřizována jako doplňková k tramvajové síti. Číslování linek z roku 1951 zohledňovalo, na kterou tramvajovou linku autobusová linka navazuje. Například linka 101 navazovala ve Vršovicích na linku 1, linka 108 navazovala na linku 8 atd. Také dnes většina městských i příměstských autobusových linek buď v celé své délce nebo v některých svých úsecích plní převážně úlohu napaječe na intervalovou drážní dopravu: na metro, železnici nebo tramvaj. Z velkých sídlišť, která nejsou obsluhovaná metrem nebo tramvají, např. ze sídlišť Lhotka-Libuš (linka 189), Horní Měcholupy-Petrovice (linka 125), Letňany (linka 110) nebo sídliště Bohnice a Čimice (linky 200, 144, 152) jsou k autobusovým terminálům u stanic metra provozovány linky s hustým provozem (malými intervaly), ve většině případů zajišťované kloubovými vozidly. V minulosti mívaly některé takové linky rychlíkový charakter (např. z Bohnic nebo Stodůlek), podobně jako dnes některé linky z měst nedaleko Prahy (Mníšek pod Brdy, Brandýs nad Labem-Stará Boleslav). Některé dlouhé linky plní úlohu kapacitního napaječe na více místech (například linka 177 u stanic metra Chodov, Opatov, Skalka, Vysočanská, Střížkov, Ládví i Kobylisy).
Radiální autobusové linky (tedy sloužící převážně přepravě z okrajových částí města bez přestupu až do jeho centra) nejsou v dnešní době pro Prahu na rozdíl od menších měst typické, protože základ pražské sítě MHD tvoří drážní doprava. Některé terminály u stanic metra i další místa však roli místního či oblastního centra podobným způsobem plní – lidé nepřestupují jen na drážní dopravu, ale i mezi místními linkami. Diagonální charakter má svazek nočních autobusových linek propojujících po magistrále jih a sever města, tedy linky 904, 905, 910 a 911. Tangenciální funkci plní ve východní části města například linky 181, 183 a 240 a blíže centru linky 177 a 195, v jižní části linky 165, 170, na západě linky 164, 168, 174, 184 a 319, na severovýchodě linka 110, 202, 303. V noci má tangenciální charakter část tras linek 910 na západě města a 911 na jihovýchodě.
Většina významných pražských přepravních uzlů dálkové dopravy je propojena sítí metra. Speciálním zdrojem a cílem přepravy je letiště v Ruzyni, k němuž se o zavedení metra nebo rychlodráhy teprve diskutuje. Obsluhuje jej několik běžných i speciálních autobusových linek jak v rámci PID, tak i nezařazených, které jej propojují s nejbližšími stanicemi metra, s centrem města, s ústředním autobusovým nádražím, s železničním nádražím Praha hlavní nádraží, městem Kladnem i dalšími místy. Město uvažovalo i o tom, že by letiště vyčlenilo do zvláštní tarifní zóny, aby se tak ceny za dopravu PID přiblížily tržním cenám jiných dopravců. Dopravní podnik ve spolupráci s Českými drahami provozuje speciální autobusovou linku PID označenou Airport Express (AE).

### Překryvná síť
Od 1. února 1971 do 9. května 1974 existovala tzv. překryvná síť, jejímž linkám byla přidělena čísla od 200 výše a platilo se na nich vyšší jízdné. Některým kapacitním napájecím linkám zůstal rychlíkový charakter i po zprovoznění metra, nejtypičtější byla linka 200 ze Sokolovské (Florenc) do Bohnic, později od Nádraží Holešovice. V současné době má výrazněji rychlíkový charakter pouze několik linek, převážně příměstských, a nejsou označením ani tarifem nijak odlišeny.

### Metrobusy
Se změnami MHD v září 2008 přišel ROPID s používáním termínu „páteřní linky“ nebo také „metrolinky“. Jedná se o autobusové a tramvajové linky, které mají kratší intervaly, na autobusové páteřní linky jsou typicky (avšak nikoliv výlučně a nikoliv vždy) nasazovány kloubové autobusy. Mohou mít charakter napájecí, diagonální i tangenciální. Mezi prvními takto označovanými linkami byly např. linky 136, 177 nebo 195 (více v kapitole Od 2008: Budování páteřní sítě). Od roku 2012 (částečně již od roku 2008) je označení páteřních linek graficky odlišováno, zpravidla fialovou barvou místo modré anebo silnější čarou ve schématech linkového vedení. Fakticky se tyto linky od ostatních nijak zásadně neliší.

### Linky pro místní obsluhu
U některých linek či jejich úseků převažuje význam pro místní dopravu v rámci čtvrtě (obce) nebo mezi sousedními čtvrtěmi (obcemi), bez přestupu na jiný druh dopravy a bez výrazné centralizace sítě. Také tyto linky však přestup na jiné linky umožňují. Po roce 2000 začaly být na méně vytížené obslužné linky nasazovány midibusy a začaly být zaváděny linky s vyhraněným lokálně-obslužným charakterem, zejména s důrazem na obsluhu nemocnic, poliklinik, domovů pro seniory atd. První speciálně midibusovou linkou byla linka 291 (od 15. října 2016 148) v oblasti Karlova, kromě linek z číselné řady 29x však tento charakter získala i řada dalších linek (101, 151, 260…).

### Rozsah provozu
Podle charakteru obsluhovaného území mívají linky různý interval od několika minut až po hodinové nebo může jít jen o několik spojů denně.
V období přepravní špičky bývají kromě celodenně a celotýdenně provozovaných linek provozovány navíc posilové linky, které mají výhodnější trasu nebo posilují základní napájecí, diagonální nebo tangenciální linku v nejzatíženějším úseku. Linky s omezeným časovým rozsahem provozu nejsou číselným označením ani graficky nijak výrazně odlišeny.
V některých méně frekventovaných přepravních směrech, často tangenciálních, jezdí pouze jeden či několik ojedinělých spojů nebo je linka provozována jen v období přepravních špiček. Typické jsou takové linky pro průmyslové oblasti (hostivařsko-malešická, Běchovice a Xaverov atd.). Podobný charakter mají i takzvané školní linky, které často představují jen jeden spoj nebo pár spojů.

### Školní linky
Prvními zaznamenanými školními spoji bylo prodloužení spojů linky 112 do Podhoří od roku 1955 a linky 105 do Klukovic od roku 1958, později začleněných přímo do kmenových linek. V 80. letech se začal počet školních spojů zvyšovat a v roce 1983 byly poprvé očíslovány jako samostatné linky, v době největších požadavků bylo takových linek přes třicet.
V PID je provozováno kolem dvou desítek městských linek číslovaných ve zvláštní číselné řadě (nyní 251-280, v minulosti číselná řada od 401, poté 551-575), které jsou označovány jako školní linky a zpravidla je na nich provozován jen jeden spoj, jeden pár spojů nebo několik málo spojů ve dnech školního vyučování. V některých obdobích bylo v jízdních řádech těchto linek poznamenáno, že jsou určeny přednostně (či výhradně) pro školní děti, v současné době jsou určeny přednostně pro přepravu žáků základních škol. Směrové označení vozidel bývá neúplné, vozidla jsou označena symbolem autobusu přepravujícího děti. Graficky byly donedávna odlišovány, stejně jako účelové linky, zeleným písmem namísto modrého.

### Noční linky

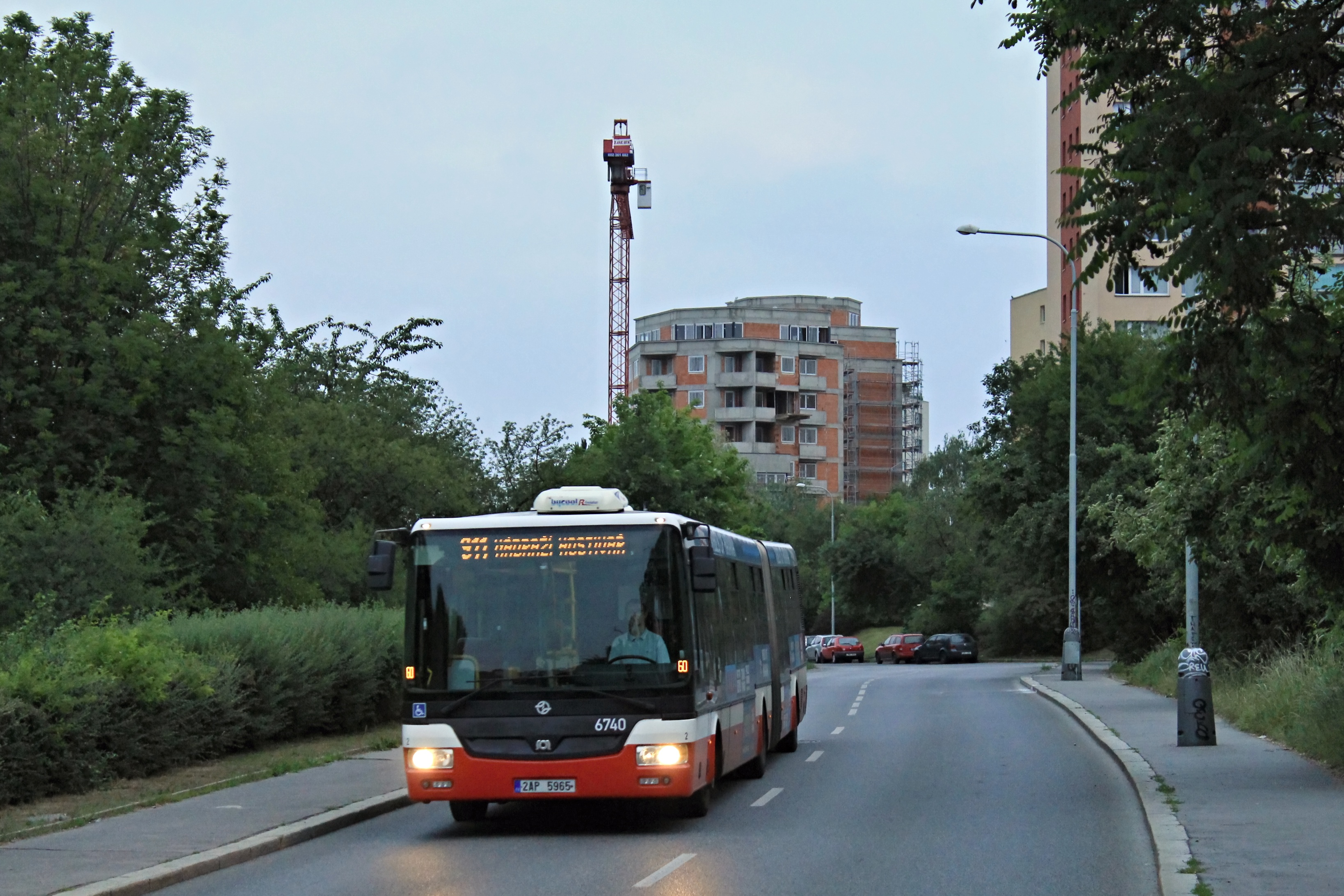
Noční linka 911 v Hostivaři v době letního slunovratu

V druhé polovině noci (po půlnoci zhruba do půl páté ráno) je v provozu speciální síť nočních linek; z pravidelných denních linek žádná nejezdí v nepřetržitém provozu.
První tři noční linky (A, B, C) zahájily provoz od 27. listopadu 1932, další tři (D, E) v roce 1938. Centrálu měly ve stanici Náměstí Republiky. Písmenné označení nočních linek nesouviselo s obdobným značením denních linek. Od 1. října 1939 byla noční autobusová doprava zrušena. Roku 1959 byla opět zavedena, trojmístná čísla linek začínala dvojkou, což značilo, že se zde platí dvojnásobek základního jízdného. Od května 1974 jsou noční městské autobusové linky číslovány v řadě od 501 (příměstské linky PID dostaly později přidělenu číselnou řadu od 601, od roku 1985 bylo samostatné číslování nočních linek zavedeno i v tramvajovém provozu). Původně jezdila většina z nich ve 40minutovém intervalu, nyní jsou provozovány v intervalech 30 nebo 60 minut (na některých linkách jedou jen jednotlivé spoje). Tarifně jsou v současné době rovnocenné s denními linkami. Donedávna na nočních linkách a lanové dráze neplatila nejlevnější, krátkodobá nepřestupní jízdenka. V noční dopravě jsou v některých zastávkách vyčkáváním garantovány přestupy mezi linkami autobusů a tramvají. Graficky jsou noční linky zpravidla odlišovány negativním provedením čísla linky.

### Účelové linky
V minulosti byly některé z linek, označované jako rekreační, účelové atd., označovány v samostatné řadě (písmenné označení pak číselná řada od 51, před obsazením této řady nočními tramvajemi v roce 1985 byly účelové linky v roce 1983 přečíslovány na řadu od 451, po obsazení této řady mimopražskými linkami PID přečíslovány na řadu od 751). Na některých z nich platil speciální tarif (například dvojnásobné či trojnásobné jízdné nebo naopak bezplatný provoz).
První samostatné rekreační linky vznikly v létě roku 1959. Dvojka na počátku čísla značila dvojnásobek základního jízdného (podobně jako u nočních linek 201 a 202 zaváděných v témž období).
- 222 do Komořan, zanikla po několika týdnech
- 224 k Hostivařské přehradě, pod změněnými označeními provozována až do roku 1992
- 225 náměstí Republiky – Letiště Ruzyně, později změněna v linku 119

Dál vznikly účelové linky 200, 226. Od roku 1965 byla pro nové účelové linky použita též označení XA, XB, XC, XD. Účelové linky zajišťovaly přepravu k vybraným nádražím, do zoologické zahrady a k hostivařské přehradě. Linka 200 spojovala Staroměstské a Hradčanské náměstí. V roce 1970 byly všechny rekreační linky přeznačeny na písmena z řady A až H, v roce 1974 na dvojciferná čísla z číselné řady 50. V roce 1974 byly provozovány 2 celoroční účelové linky a 4 v letní sezóně.
Linky 51 a 52 do Braníka byly pod novým číslem v provozu již jen v roce 1974.
Například v roce 1978 byly v provozu tyto účelové linky:
- 51 Dolní Měcholupy – nám. J. Marata – Petrovice – Křeslice
- 52 Smíchov, Anděl – Motol, krematorium
- 53 Karlovo náměstí – Velká Chuchle, státní závodiště (dříve 224, F, později 453, zrušena 1992[58])
- 54 Hutě, Světská – Hloubětín, lázně
- 55 Orionka – Náměstí Míru – Sokolovská – Troja, zoo (zrušena 1984[58])
- 56 Hostivař, nám. J. Marata – Hostivař, přehrada (zrušena 1981[58])
- 57 Petřiny – Vypich – Břevnovská

Novější linka 461 k tenisovým kurtům ve Stromovce (Malá říčka) byla zrušena roku 1994. Kromě rekreačních linek byly v řadě účelových linek označeny též různé specifické linky, například provozované ve středu a v neděli, kdy byly návštěvní dny v nemocnicích (Motol, Bohnice), linky pro obsluhu některých podniků či některé dočasné linky. Některé účelové linky existovaly jen kratší dobu nebo byly po nějaké době přečíslovány na běžné linky. V posledních desetiletích byly v této speciální řadě označeny například některé linky odlišující se objednatelem a způsobem dotování (například posilová linka 754 do Křeslic) a některé občasně provozované příležitostné linky (k závodišti v Chuchli, ke strahovskému stadionu, letňanskému výstavišti nebo sportovní hale v Bubenči). O povodních v roce 2002, kdy nejezdilo metro, měly speciální čísla linky 701 a 702, které svážely cestující ze sídliště Černý Most k nádraží Kyje, jedna z těchto linek povodňová opatření přetrvala, než byla přečíslována na běžnou linku. Dnes jsou speciální linky provozovány buď mimo rámec PID (většinou jako bezplatné linky) nebo jako speciální linky PID (Airport Expres, linky pro tělesně postižené).

### Linky pro tělesně postižené

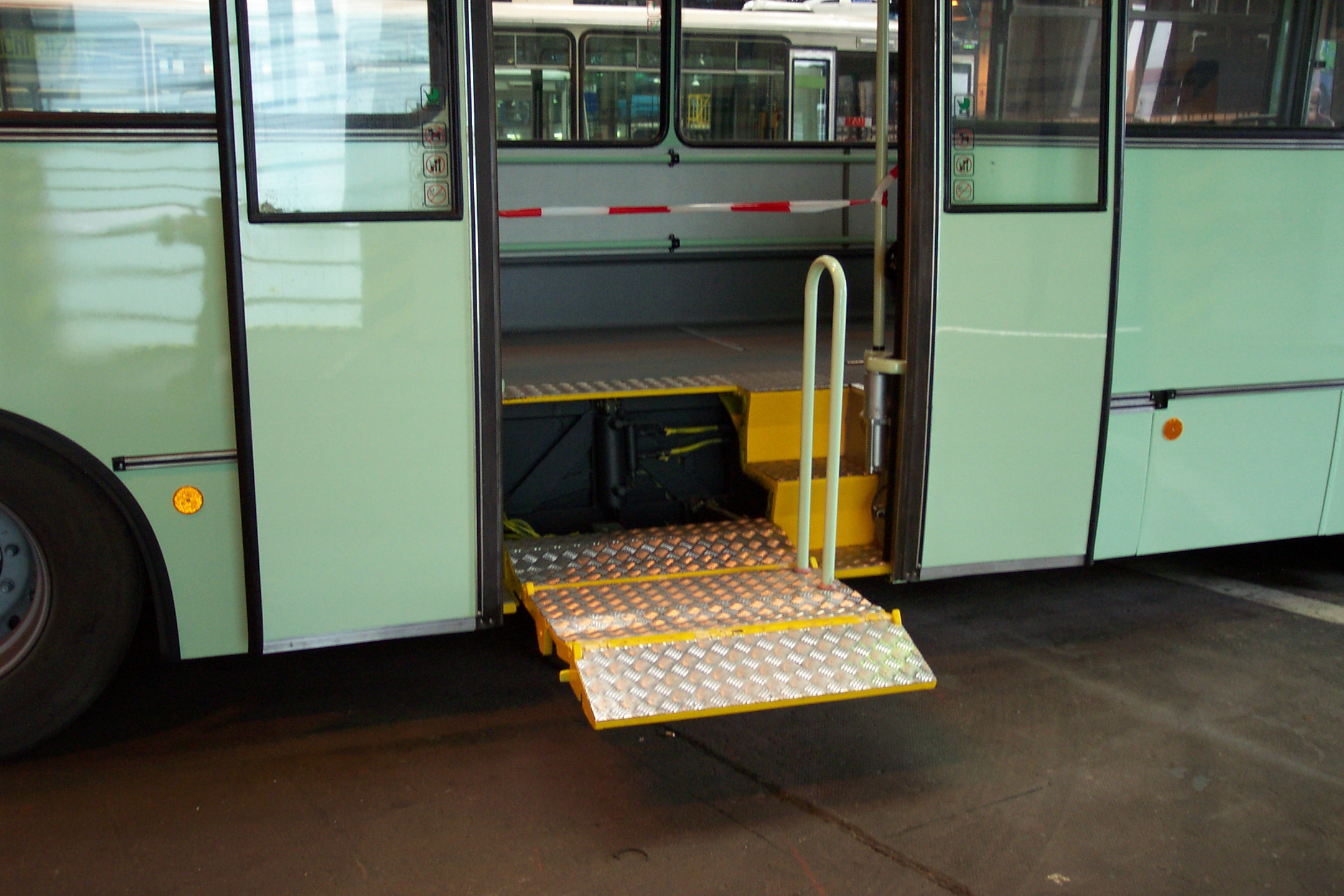
Plošina pro invalidy umístěná ve speciálně upraveném autobuse

Dopravní podnik hl. m. Prahy a. s. a Societa o. p. s. provozují tři linky zvláštní linkové dopravy autobusy či mikrobusy speciálně upravenými pro přepravu invalidních vozíků. Původně byla první linka vyhrazena jen pro tělesně postižené osoby a jejich průvodce, později byly linky zpřístupněny i ostatním osobám se sníženou schopností pohybu a orientace, cestujícím s dětmi do tří let věku (tedy například s dětskými kočárky), těhotným ženám a jejich doprovodu a zařazena do Pražské integrované dopravy. Licenční čísla linek jsou 103001 a 103003, na zastávkách a vozidlech jsou označeny stylizovaným vozíkem (mezinárodní symbol bezbariérové přístupnosti) doplněným číslicí 1 a 3.

## Městské linky nezačleněné do PID

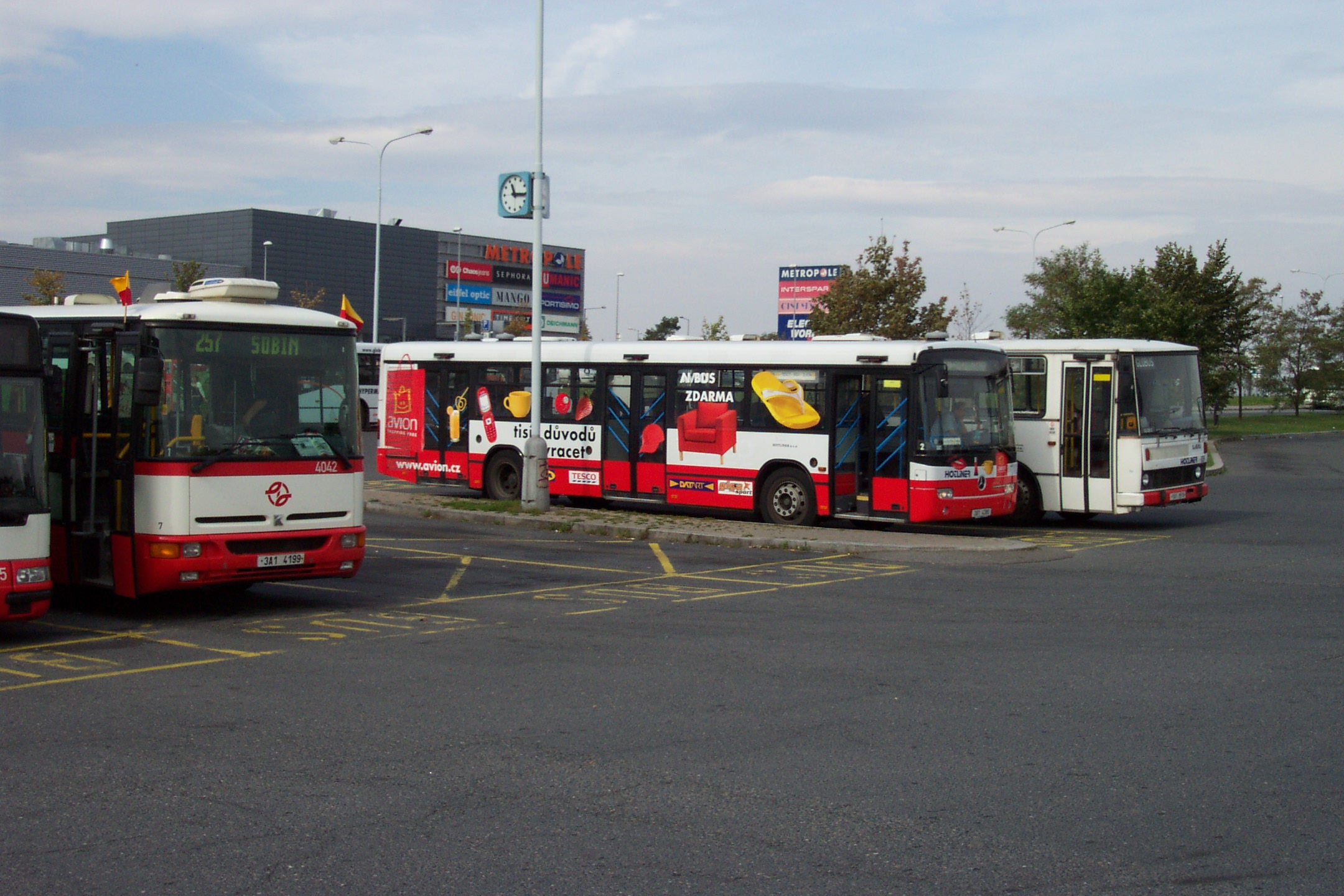
Autobus určený pro dopravu do nákupního centra Zličín (Avion)

### Linky k obchodním centrům
Zhruba od roku 2000 začaly v Praze, podobně jako v některých dalších městech, provozovatelé hypermarketů financovat a provozovat speciální linky určené k bezplatnému návozu lidí za nákupy. Tyto linky nejsou součástí PID, ale jsou součástí veřejné hromadné dopravy. Síť těchto linek v okolí letňanského Tesca a štěrboholského Europarku umožňuje i dopravu za jinými účely a doplňují tak síť veřejné dopravy. Na linkách ke stodůleckému Tescu je místní přeprava vyloučena. Linky k obchodním centrům Zličín a Nové Butovice nejsou s běžnými linkami v souběhu, linka k Centru Černý Most již zanikla.
Historie nákupních linek:
- 103101 (CRF 2, NCS 1, Carrefour Stodůlky, od června 2006 Tesco Stodůlky, dopravce Libor Valenta) Velká Ohrada - Červeňanského - Píškova - Malá Ohrada - Hůrka - Hypermarket Carrefour (od 1. 2. 2007 TESCO-nákupní centrum Stodůlky) (v provozu od 1. července 2004, zrušena od 1. 5. 2009)
- 103103 (EUR 2, Europark, dopravce Hotliner s. r. o.) Europark - Dolnoměcholupská - Továrny Hostivař - Sklářská - Nádraží Hostivař - Gercenova - Řepčická - Boloňská - Na Vartě - Bolevecká - Nové Petrovice - Poliklinika Petrovice - Wattova - Morseova - Newtonova - Horčičkova - Háje - Modrá škola - Poliklinika Háje - K Jezeru - Newtonova - Morseova - Poliklinika Petrovice - Nové Petrovice - ... - Europark (jednosměrný okruh; zřízena roku 2003, původně mezi zastávkami Europark a Nádraží Hostivař nikde nestavěla, od 1. října 2004 přibyla zastávka Sklářská, od 1. října 2005 byla změněna trasa a přibyly zastávky Dolnoměcholupská a U Továren)
- 103104 (IKEA, Avion Shopping Park - Ikea a Tesco, Hotliner s. r. o., od roku 2009 Cityliner s. r. o.) Zličín - Tesco - Ikea - Zličín (jednosměrný okruh, v provozu od roku 1998, zrušena v květnu 2014, nahrazena linkou PID 180)
- 103105 (GLOBUS, dopravce Antonín Řezníček do 31. 12. 2004, od 2. 1. 2005 Hotliner s. r. o., od 3. 1. 2014 Probo Bus) Zličín - Globus - Zličín (linka zřízena kolem roku 2001, zrušena v červenci 2019, nahrazena linkami 130 a 246)
- 103106 (CČM, Centrum Černý Most, dopravce Hotliner s. r. o.) Zábavní centrum Černý Most - Globus Černý Most - Černý Most - Breitcetlova - Kapitána Stránského - Doležalova - Generála Janouška - Hejtmanská - Rajská zahrada - Ronešova - Poliklinika Černý Most - Černý Most - Centrum Černý Most - Globus Černý Most (okružní, zřízena roku 1997 v trase Českomoravská - Harfa - Kbelská - Centrum Černý Most, s prodloužením metra na Černý Most roku 1998 byla zrušena, poté byla obnovena v trase Černý Most - Globus Černý Most - Centrum Černý Most, následně byl provoz několikrát přerušován, roku 2003 byla prodloužena v trase přes sídliště, zrušena 1. 7. 2004, v prosinci 2004 pak byla zavedena linka 103116 Ikea)
- 103106 (EUR 3, Europark, dopravce Hotliner s. r. o.) Europark - U Slunce - U Samoobsluhy - Drobná - Štěrboholy - Generála Janouška - Doležalova - Kpt. Stránského - Breitcetlova - Poliklinika Černý Most - Ronešova - Rajská zahrada - Žárská - Sídl. Lehovec - Sídl. Hloubětín - Hloubětín - Hloubětínská - Hloubětín - ... - Europark (okružní, od 15. 10. 2004 do 20. 2. 2005)
- 103106 (EUR 3, Europark, dopravce Hotliner s. r. o.) Europark - U Slunce - U Samoobsluhy - Drobná - Štěrboholy - Rtyňská - Dolní Počernice - U Váhy - Lomnická - Jahodnice - Sídl. Jahodnice - Spolská - Za Horou - Pávovské nám. - Jiráskova čtvrť - Kyje - Vajgarská - Kyje - ... - Europark (okružní, v provozu od 21. 2. 2005 do 30. 6. 2005)
- 103106 (CRF 4, NCS 2, Carrefour Stodůlky, od června 2006 Tesco Stodůlky, dopravce Libor Valenta) Luka - Mládí - Nová kolonie - Hypermarket Carrefour (od 1. 2. 2007 TESCO-nákupní centrum Stodůlky) (v provozu od 1. dubna 2006, nahradila stávající linku 103115, zrušena od 1. 5. 2009)
- 103107 (T, 775, Tesco Letňany, Dopravní podnik hl. m. Prahy, od 1. 2. 2007 Hotliner s. r. o., od 1. září 2008 Libor Valenta) Tesco Letňany - Nádraží Čakovice - Cukrovar Čakovice - Ke Stadionu - Nám. J. Berana - Čakovický zámek - Cukrovar Čakovice - Nádraží Čakovice - Tesco Letňany (okružní, v této trase do 31. 8. 2010)
- 103107 (T, Tesco Letňany, Libor Valenta) Tesco Letňany - Krausova - Staré Letňany - Letecké opravny - Bakovská - Sovenická - Miškovice - Čakovice - Čakovický zámek - Cukrovar Čakovice - Nádraží Čakovice - Tesco Letňany (okružní, od 1. 9. 2010)
- 103108 (E, 776, Tesco Letňany, Dopravní podnik hl. m. Prahy, od 1. 2. 2007 Hotliner s. r. o., od 1. září 2008 Libor Valenta) Tesco Letňany - Krausova - Avia Letňany - Letňany - Letecké opravny - Jilemnická - (Kbely od 1. ledna 2007) - Jilemnická - Letecké opravny - Letňany - Avia Letňany - Krausova - Tesco Letňany (okružní, v provozu do 31. 8. 2010, od 1. 9. 2010 nahrazena změněnou linkou T)
- 103108 (?) (E, Tesco Letňany, Libor Valenta) Tesco Letňany - Tupolevova - Dobratická - Letňanská - Českolipská - Poliklinika Prosek - Střížkov - Sídliště Prosek - Prosek - Vysočanská - Českomoravská (od 22. 4. 2011)
- 103109 (S, 777, Tesco Letňany, Dopravní podnik hl. m. Prahy, od 1. 2. 2007 Hotliner s. r. o., od 1. září 2008 Libor Valenta) Tesco Letňany - (Ďáblice - K Letňanům - Ďáblický hřbitov - Sídliště Ďáblice od 1. 9. 2010) - Štěpničná - Ládví - Kobylisy - Služská - Písečná - Čimický háj (do 31. srpna 2005 Pískovna) - Podhajská pole - Katovická - Odra - Zhořelecká - Sídliště Bohnice - Zhořelecká - Krakov - Dunajecká - Čimický háj (do 31. srpna 2005 Pískovna) - Písečná - Služská - Kobylisy - Ládví - Štěpničná - (Sídliště Ďáblice - Ďáblický hřbitov - K Letňanům - Ďáblice od 1. 9. 2010) Tesco Letňany (polookružní)
- 103110 (C, 778, Tesco Letňany, Dopravní podnik hl. m. Prahy, od 1. 2. 2007 Hotliner s. r. o., od 1. září 2008 Libor Valenta) Tesco Letňany - Štěpničná - Ládví - Kobylisy - Sídliště Kobylisy - Mirovická - Vozovna Kobylisy - Bojasova - Šimůnkova - Ďáblický hřbitov - Ďáblice - Trutnovská - Tesco Letňany (okružní, zrušena od 1. 8. 2008)
- 103111 (O, 779, Tesco Letňany, Dopravní podnik hl. m. Prahy, od 1. 2. 2007 Hotliner s. r. o., od 1. září 2008 Libor Valenta) Tesco Letňany - Fryčovická - Tupolevova - Dobratická - Výstaviště Letňany - Letňanská - Nový Prosek - Prosek - Sídliště Prosek - Liberecká - Tesco Letňany (okružní, zrušena od 1. 9. 2010)
- 103112 (EUR 1, Europark, dopravce Hotliner s. r. o.) Skalka - Černokostelecká - Depo Hostivař - Europark (okružní, zřízena v září 2002, 28. května 2006 zřízena zastávka Depo Hostivař)
- 103113 (OCL, 773, Obchodní centrum Letňany, Dopravní podnik hl. m. Prahy, od 1. 2. 2007 Hotliner s. r. o., od 1. ledna 2009 Libor Valenta) od 26. června 2004 v trase Ládví - Obchodní centrum Letňany, předtím v trase Nádraží Holešovice - Obchodní centrum Letňany, po prodloužení metra do Letňan od 1. ledna 2009 v trase Letňany - Obchodní centrum Letňany
- 103114 (CRF 3, NCS 3, Carrefour Stodůlky, od června 2006 Tesco Stodůlky, dopravce Libor Valenta) Sídliště Řepy - Blatiny - Bazovského - Nevanova - Mototechna - K Fialce - Hypermarket Carrefour (od 1. 2. 2007 TESCO-nákupní centrum Stodůlky) (v provozu od 21. 10. 2004, zrušena od 1. 5. 2009)
- 103115 (CRF 1, Carrefour Stodůlky, dopravce Libor Valenta) Nové Butovice - Nušlova - Hypermarket Carrefour (v provozu od 1. července 2004, od 1. 4. 2006 zrušena a nahrazena linkou 103106)
- 103116 (IKEA, Ikea, Hotliner s. r. o.) Černý Most - Ikea (v provozu od 16. prosince 2004, v současnosti jedna z posledních nákupních linek)
- 103119 (GB, 780, Galerie Butovice, Dopravní podnik hl. m. Prahy) Nové Butovice - Galerie Butovice - Nové Butovice (v provozu od 18. března 2005, provoz přerušen od 1. 2. 2008, linka obnovena od 14. 12. 2008, zrušena 1. 8. 2009)
- 103120 (kika, 781, kika Průhonice, Dopravní podnik hl. m. Prahy) Opatov - kika Průhonice - Opatov (v provozu od 16. června do 26. června a od 18. července do 31. srpna 2005, zrušena v souvislosti se zřízením zastávky Čestlice, kika na lince PID č. 328) - nově má číslo 103120 linka Airport Express (790)
- 103122 (OC Šestka, Zdeněk Kulhánek - EXPRESCAR) Dejvická - Horoměřická - Divoká Šárka (T) - Dědina - Obchodní centrum Šestka (v provozu od 14. 11. 2006, od 1. 11. 2010 nahrazena linkou PID č. 206 dopravce Stenbus)
- 103124 (OCŠ, OUTLET, Fashion Arena Outlet Center, ČSAD Benešov a. s.) Depo Hostivař - Outlet centrum Štěrboholy (v provozu od 15. listopadu 2007, od 2.12.2024 je nahrazena linkou PID 238 dopravce Vega Tour)

### Linky ke kancelářským centrům
- 103123 (BBC, BB1, BB Centrum, Veolia Transport Praha s. r. o.) Budějovická - Brumlovka - Delta (dříve Brumlovka, Za Betou) (v provozu od 3. 5. 2007)
- 103103 (BB2, BB Centrum, Veolia Transport Praha s. r. o.) Budějovická - Filadelfie - Brumlovka - Budějovická (okružní, v provozu od 1. 11. 2011)

### Linka k zoo
Dnem 5. dubna 2008 byla zahájena doprava na lince tzv. zoobusu, rychlíkové linky, které bez zastavování v mezilehlých zastávkách jezdí po trase Nádraží Holešovice – Zoologická zahrada. Linku objednává a platí zoologická zahrada (ročně 900 000 Kč), pro cestující je přeprava bezplatná, dopravcem je Dopravní podnik hl. m. Prahy a. s. Linka jezdí o sobotách, nedělích a svátcích, a to v desetiminutovém intervalu. Linka je označena písmeny ZOO, interně má číslo 783, oficiální licenční číslo linky nebylo zveřejněno.
Od sezóny 2010 provozuje tuto linku na základě výběrového řízení provedeného zoologickou zahradou dopravce DPÚK a. s. Na webu dopravce je uvedeno licenční číslo linky 103125, na zastávkách a vozidlech se toto číslo neuvádí. DPÚK zavedl symbolické jednokorunové jízdné, v předchozích letech byla doprava zdarma. Od března do září 2012 je linka v provozu opět, již třetí sezónu.
1. července 2017 pod interním označením 722 později označení změněno na číslo 809 byla vedena v trase: Zoologická zahrada – Trojská (Z) – Parking Blanka-Troja. Dopravcem je opět Dopravní podnik hl. m. Prahy a. s.

### Příležitostné linky
Součástí PID nejsou ani příležitostné linky provozované zpravidla Dopravním podnikem hl. m. Prahy v rámci sportovních, kulturních nebo společenských akcí. Některé z nich, například 770 (Na Knížecí – Stadion Strahov), 872 (Letňany – Výstaviště Letňany) nebo 871 (Nádraží Holešovice – Sportovní hala (Výstaviště)) byly na zastávkových sloupcích dlouhodobě vyznačeny.
Zvláštností byla linka 777, které se také říká „Cool Tour“. Jednalo se o speciální autobusovou linku, která přepravovala cestující mezi jednotlivá místa kulturních akcí v Praze. Trasa se pokaždé měnila na závislosti akce.

### Mikrobus k letišti
Mikrobusová linka firmy CEDAZ č. 103102 jezdila do prosince 2016 z náměstí Republiky přes stanici Dejvická na letiště Ruzyně. Je jedinou pražskou linkou veřejné silniční dopravy, která není provozována autobusem.

### Turistické linky
K roku 2018 byly v platnosti licence například pro tyto turistické linky, provozované formou zvláštní linkové dopravy:
- 103900 Stadion Strahov – Hlavní nádraží – Stadion Strahov, zvláštní linková doprava, dopravce City Sightseeing Prague s.r.o. (platnost licence 1. 3. 2018 – 28. 2. 2019)[66]
- 103901 Žižkovská věž – Hotel Panorama – Žižkovská věž, zvláštní linková doprava, dopravce Data Autotrans s.r.o.[67]
- 103905 Pražský hrad – Pražský hrad, zvláštní linková doprava, dopravce Data Autotrans s.r.o.[67]
- 103906 Na příkopě – Malostranské náměstí – Na příkopě, zvláštní linková doprava, dopravce Premiant City Tour s.r.o.[68]
- 103907 Pařížská – Náměstí Republiky – Pařížská, zvláštní linková doprava, dopravce Martin Tour s.r.o.[69]
- 103908 Pařížská – Náměstí Republiky – Pařížská, zvláštní linková doprava, dopravce Martin Tour s.r.o.[69]
- 103910 Na příkopě – Žižkovská věž – Na příkopě, zvláštní linková doprava, dopravce Premiant City Tour s.r.o.[68]
- 103922 Hlavní nádraží – Stadion Strahov – Hlavní nádraží, zvláštní linková doprava, dopravce Vega Tour s.r.o. (platnost licence 1. 5. 2018 – 30. 4. 2019)[70]
- 103924 Hlavní nádraží – Hlavní nádraží, zvláštní linková doprava, dopravce Vega Tour s.r.o.[67]

## Meziměstská a dálková doprava
V Praze též začíná, končí nebo Prahou projíždí množství meziměstských a dálkových linek. Linky do blízkého okolí Prahy byly v posledních letech většinou nahrazeny linkami PID.